# Rustrel
Rustrel est une commune française située dans le département de Vaucluse et la région Provence-Alpes-Côte d'Azur.
Ses habitants sont appelés les Rustreliens.

## Géographie

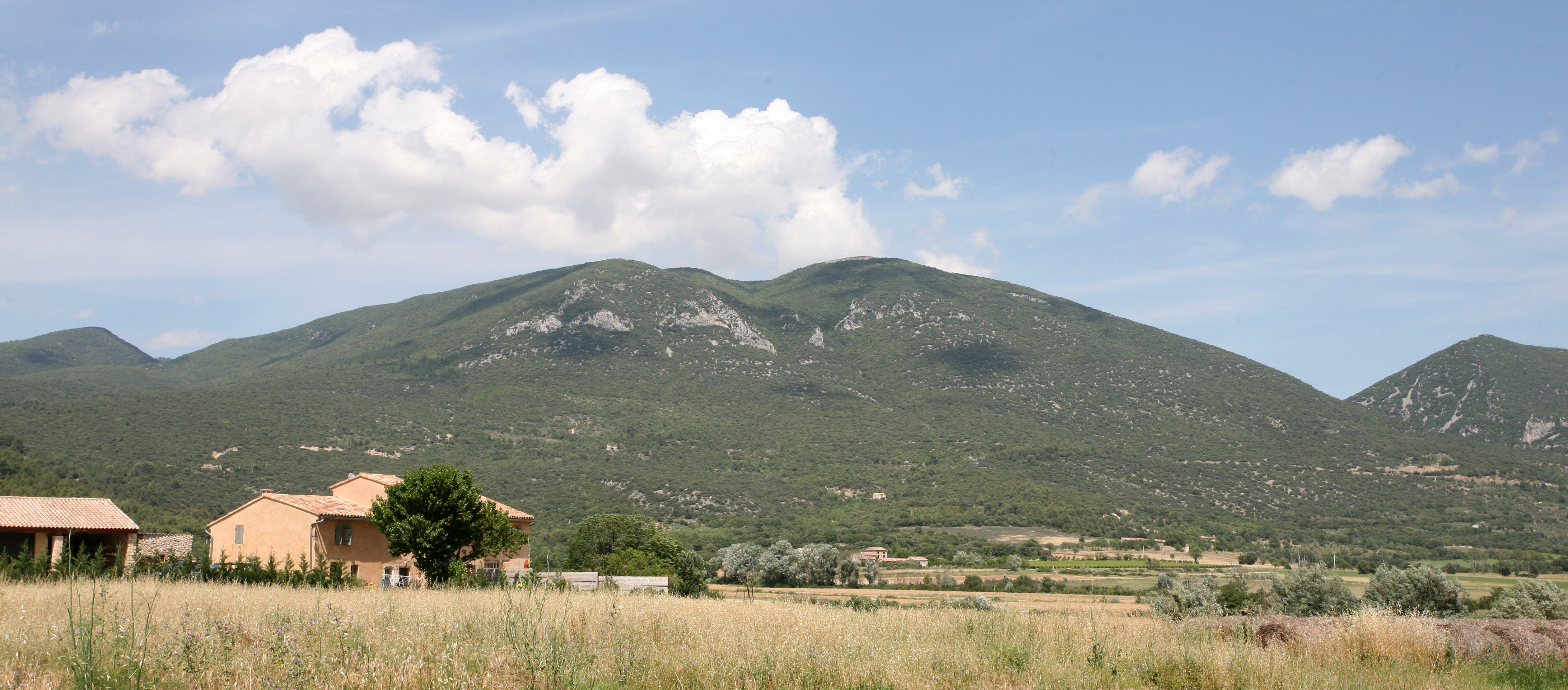
Flancs méridionaux des monts de Vaucluse à proximité du signal de Saint-Pierre.

Rustrel est un village situé au nord d'Apt et au pied des monts de Vaucluse. Ses carrières d'ocre à ciel ouvert, pleinement exploitées autrefois, ont fait sa richesse et continuent par le biais du tourisme avec celles du « Colorado Provençal ». Ses sentiers en terre permettent de découvrir des falaises érodées comprenant plus de 20 teintes d'ocre, des cheminées de fée, etc. Elles datent du crétacé et sont composées principalement de sables ocreux, de sables blancs et de cuirasses ferrugineuses.
Sur les hauteurs des monts de Vaucluse, on trouve au nord des sols calcaires à faciès urgonien et des calcaires argileux (sols du jurassique supérieur et crétacé) et au sud, des sols datant de l'eocène et oligocène, composées essentiellement de calcaires, de marnes et de grès.
Le reste de la commune est composé de quelques dépôts fluviatiles, colluvions et éboulis du quaternaire, ainsi que d'une succession de sols (Jurassique supérieur, crétacé, paléocène) avec calcaires : argileux, à faciès urgonien, gréseux, lacustres, etc. et Marnes (dont Marnes bleues de l'Aptien).
|         | Lagarde-d'Apt | Simiane-la-Rotonde (Alpes-de-Haute-Provence) |
| Villars | Rustrel       | Gignac                                       |
| Apt     | Caseneuve     |                                              |

### Sismicité
Les cantons de Bonnieux, Apt, Cadenet, Cavaillon, et Pertuis sont classés en zone Ib (risque faible). Tous les autres cantons du département de Vaucluse, dont celui de Carpentras auquel appartient la commune, sont classés en zone Ia (risque très faible). Ce zonage correspond à une sismicité ne se traduisant qu'exceptionnellement par la destruction de bâtiments.

### Hydrographie
La Dôa est un cours d'eau traversant la commune au niveau du Colorado provençal. Elle prend sa source près de Gignac et va se jeter dans le Calavon.

### Climat
Pour des articles plus généraux, voir Climat de Provence-Alpes-Côte d'Azur et Climat de Vaucluse.
En 2010, le climat de la commune est de type climat méditerranéen altéré, selon une étude du Centre national de la recherche scientifique s'appuyant sur une série de données couvrant la période 1971-2000. En 2020, Météo-France publie une typologie des climats de la France métropolitaine dans laquelle la commune est dans une zone de transition entre le climat de montagne et le climat méditerranéen et est dans la région climatique  Provence, Languedoc-Roussillon, caractérisée par une pluviométrie faible en été, un très bon ensoleillement (2 600 h/an), un été chaud (21,5 °C), un air très sec en été, sec en toutes saisons, des vents forts (fréquence de 40 à 50 % de vents > 5 m/s) et peu de brouillards.
Pour la période 1971-2000, la température annuelle moyenne est de 12,9 °C, avec une amplitude thermique annuelle de 16,4 °C. Le cumul annuel moyen de précipitations est de 799 mm, avec 5,9 jours de précipitations en janvier et 3,3 jours en juillet. Pour la période 1991-2020, la température moyenne annuelle observée sur la station météorologique de Météo-France la plus proche, « Saint-Saturnin Les Apt », sur la commune de Saint-Saturnin-lès-Apt à 8 km à vol d'oiseau, est de 14,0 °C et le cumul annuel moyen de précipitations est de 709,7 mm. 
La température maximale relevée sur cette station est de 43,7 °C, atteinte le 28 juin 2019 ; la température minimale est de −14,6 °C, atteinte le 7 janvier 1985,,.
Les paramètres climatiques de la commune ont été estimés pour le milieu du siècle (2041-2070) selon différents scénarios d'émission de gaz à effet de serre à partir des nouvelles projections climatiques de référence DRIAS-2020. Ils sont consultables sur un site dédié publié par Météo-France en novembre 2022.

## Urbanisme

### Typologie
Au 1er janvier 2024, Rustrel est catégorisée commune rurale à habitat dispersé, selon la nouvelle grille communale de densité à sept niveaux définie par l'Insee en 2022.
Elle est située hors unité urbaine. Par ailleurs la commune fait partie de l'aire d'attraction d'Apt, dont elle est une commune de la couronne,. Cette aire, qui regroupe 18 communes, est catégorisée dans les aires de moins de 50 000 habitants,.

### Occupation des sols
L'occupation des sols de la commune, telle qu'elle ressort de la base de données européenne d’occupation biophysique des sols Corine Land Cover (CLC), est marquée par l'importance des forêts et milieux semi-naturels (75,8 % en 2018), en diminution par rapport à 1990 (77,5 %). La répartition détaillée en 2018 est la suivante : 
forêts (53,9 %), milieux à végétation arbustive et/ou herbacée (21 %), zones agricoles hétérogènes (11,4 %), terres arables (8,2 %), cultures permanentes (3,4 %), zones urbanisées (1,2 %), espaces ouverts, sans ou avec peu de végétation (0,9 %). L'évolution de l’occupation des sols de la commune et de ses infrastructures peut être observée sur les différentes représentations cartographiques du territoire : la carte de Cassini (XVIIIe siècle), la carte d'état-major (1820-1866) et les cartes ou photos aériennes de l'IGN pour la période actuelle (1950 à aujourd'hui).

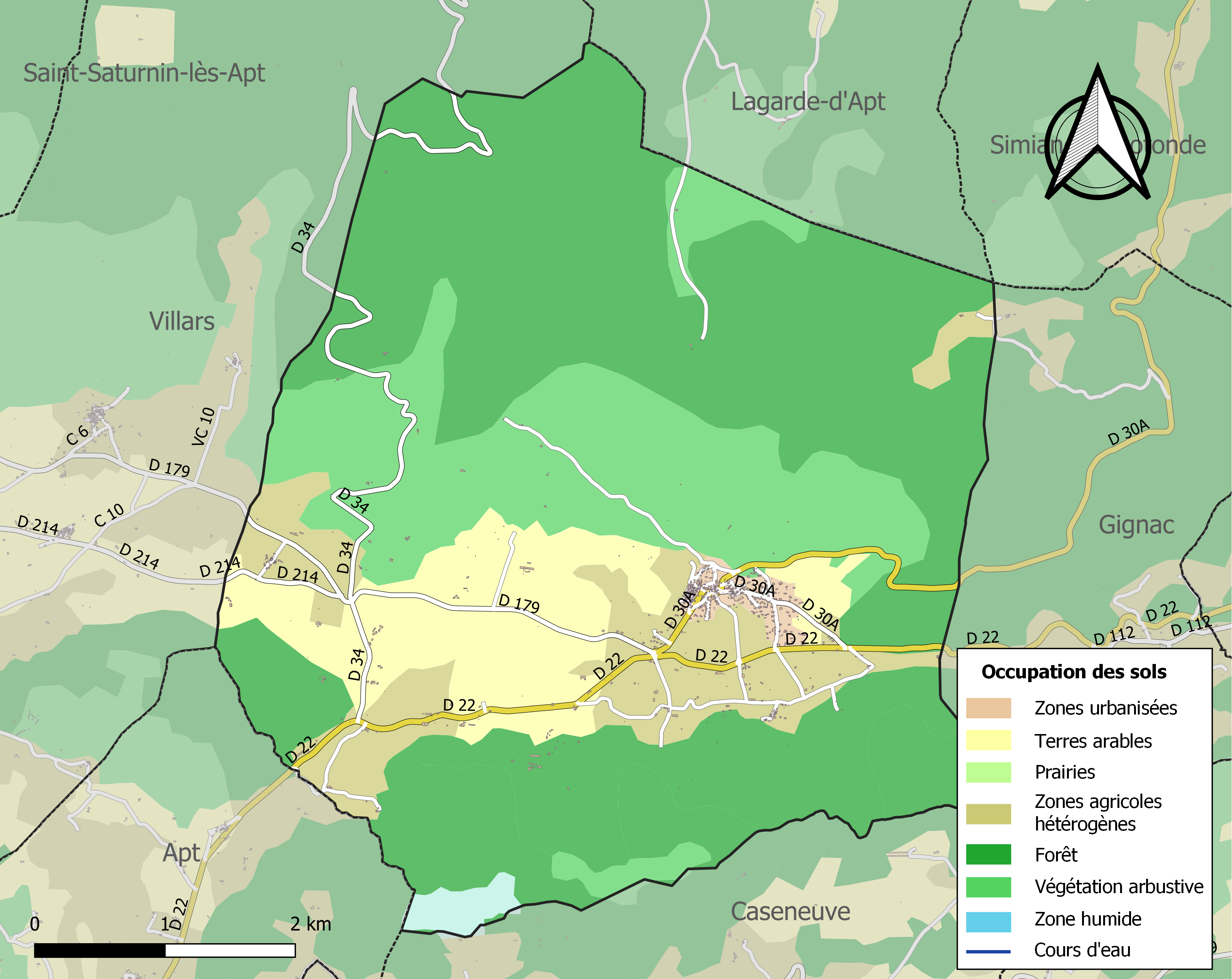
Carte des infrastructures et de l'occupation des sols de la commune en 2018 (CLC).

## Histoire

### Préhistoire et antiquité
Le territoire de la commune est occupé dès le néolithique puis par les Romains. Il est dominé par deux oppidums celto-ligures (le Pointu et Castillon). Après la conquête romaine, deux grandes villæ occupèrent le site du futur Rustrel : Lausnava et Proxana dont les noms sont d'origine ligure. Au IIe siècle, elles furent la propriété de Fronton.

### Moyen Âge

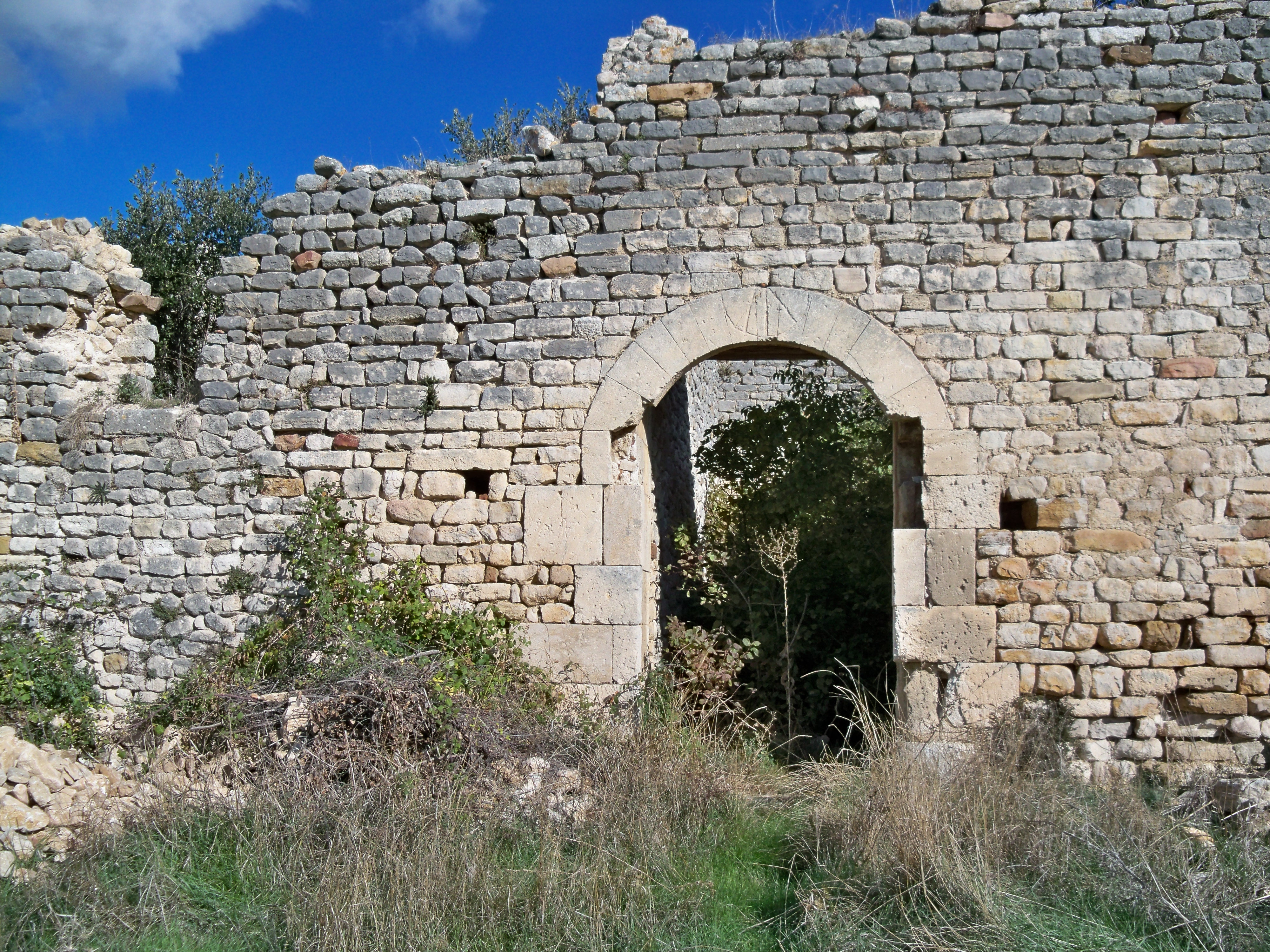
Ancienne porte du prieuré Saint-Julien faisant communiquer le chœur et le cloître.

À l'époque carolingienne, la première appartenait aux ancêtres de Foucher, le père de dom Mayeul de Cluny, et fit partie de la dot de sa mère Raymonde. Au XIe siècle, elle fut fortifiée et devint Castelli Launanicus, puis Castrum Lonanici en 1125. La chapelle Notre-Dame des Anges marque encore ce site. Il fut définitivement ruiné, sous le nom de Lhaulnanicis, en 1391, par Raymond de Turenne, neveu de Grégoire XI.
La seconde appartint au XIe siècle au noble Bonald, apparenté aux Agoult-Simiane. Son emplacement est toujours marqué par le prieuré Saint-Julien (début XIIe siècle). Elle fut aussi ruinée par Raymond de Turenne. Ce fut pour fuir l'arrivée du terrible vicomte que les habitants de ces deux villæ se réfugièrent à Rustrel et Saint-Martin-de-Castillon, mieux fortifiés.
Jusqu'au XIIe siècle, les importants revenus de ces fiefs des Agoult, dont les villæ sont huit fois citées pour leurs vignobles dans le cartulaire de l'Église d'Apt, revinrent soit à cette famille, soit à l'Église d'Apt quand ses cadets Alfant et Laugier en furent évêques.
Le fief de Rustrel relevait du comté de Forcalquier au XIIe siècle. Lorsque ce comté perd son indépendance en 1209, à la mort de Guillaume II, un de ses neveux, Guillaume de Sabran tente de le relever. Après une lutte de dix ans, il passe un accord à Meyrargues le 29 juin 1220 avec Raimond Bérenger IV, comte de Provence et lui aussi héritier du comté de Forcalquier. Par cet accord, la moitié sud du comté, dont Rustrel, lui est donnée. Guillaume de Sabran conserve sa moitié de comté jusqu'à sa mort, vers 1250.

### Renaissance
Ce fief fut la seigneurie des Simiane, des Eyroux, puis de la ville d'Apt qui l'a vendu en paréage.
De 1570 à 1575, durant les guerres de religion, le village est occupé par les protestants.

### Période moderne
Le 12 août 1793 fut créé le département de Vaucluse, constitué des districts d'Avignon et de Carpentras, mais aussi de ceux d'Apt et d'Orange, qui appartenaient aux Bouches-du-Rhône, ainsi que du canton de Sault, qui appartenait aux Basses-Alpes.

### Période contemporaine
Le minerai de fer du chapeau de fer de Rustrel ou en terme technique "gossan de Rustrel" a été autrefois exploité. Ainsi le haut fourneau de l’usine attenante à la chapelle Notre-Dame des Anges de Rustrel atteste de l'activité sidérurgique au milieu du XIXe siècle. Il est malheureusement associé à la gestion malhonnête ou crapuleuse d'administrateurs associés, ce qui cause la perte de la fortune de sa principale propriétaire lyonnaise, Pauline Jaricot, bien trop confiante en l'éducation spirituelle et paradoxalement soucieuse du bien être des mineurs et ouvriers du fer.

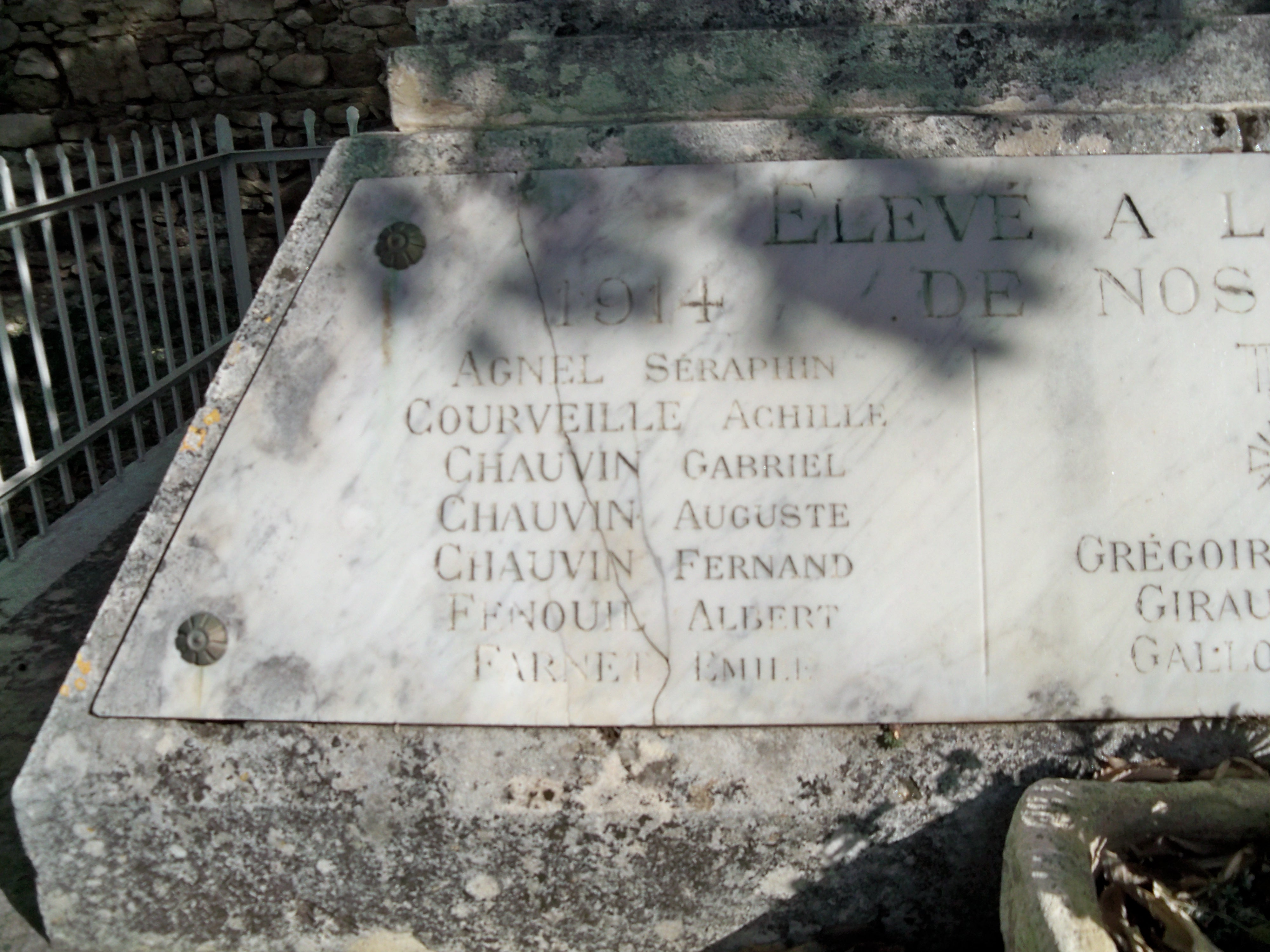
Plaque du monument aux morts

Le monument aux morts, qui se trouvait initialement placé à droite de la route conduisant sur le plateau d'Albion, a été déplacé pour pouvoir construire des logements sociaux et se situe actuellement de l'autre côté de la route, à proximité des locaux de la Poste. C'est une colonne carrée, flanquée de quatre obus ; ses plaques de marbres répertorient tous les Rustréliens morts au cours de la Première Guerre mondiale, la Seconde Guerre mondiale et la guerre d'Algérie.
Une fête du melon se déroule dans le village depuis 2011.

## Toponymie
Rustrel est mentionné au XIIe siècle sous le nom de "Rograstrel" puis, en 1274, "Ruastrello" dans le Cartulaire de l'Église d’Apt.

### Héraldique
| Blason de Sault | Les armes peuvent se blasonner ainsi : D'azur à un rustre d'or Devise : l'épée est mon droit |

## Politique et administration

### Liste des maires
| Période                                  | Période   | Identité         | Étiquette          | Qualité                     |
| ---------------------------------------- | --------- | ---------------- | ------------------ | --------------------------- |
| 1947                                     | 1959      | Marcel Pellenc   | Radical socialiste | Haut fonctionnaire-Sénateur |
| 1959                                     | 1993      | Pierre Fenouil   | Sans étiquette     | Boulanger                   |
| 1993                                     | 2001      | Jacques Foulon   | Sans étiquette     | Agriculteur                 |
| mars 2001                                | mars 2008 | Pierre Rimélé    | UMP                | Retraité militaire          |
| mars 2008                                | mars 2014 | Roger Fenouil    | PS                 | Retraité enseignement       |
| mars 2014                                | En cours  | Pierre Tartanson |                    |                             |
| Les données manquantes sont à compléter. |           |                  |                    |                             |

### Fiscalité
| Taxe                                                | Part communale | Part intercommunale | Part départementale | Part régionale |
| --------------------------------------------------- | -------------- | ------------------- | ------------------- | -------------- |
| Taxe d'habitation (TH)                              | 9,21 %         | 0,00 %              | 7,55 %              | 0,00 %         |
| Taxe foncière sur les propriétés bâties (TFPB)      | 9,95 %         | 0,00 %              | 10,20 %             | 2,36 %         |
| Taxe foncière sur les propriétés non bâties (TFPNB) | 44,07 %        | 0,00 %              | 28,96 %             | 8,85 %         |
| Taxe professionnelle (TP)                           | 00,00 %        | 22,33 %             | 13,00 %             | 3,84 %         |

La Part régionale de la taxe d'habitation n'est pas applicable.

## Démographie
L'évolution du nombre d'habitants est connue à travers les recensements de la population effectués dans la commune depuis 1793. Pour les communes de moins de 10 000 habitants, une enquête de recensement portant sur toute la population est réalisée tous les cinq ans, les populations de référence des années intermédiaires étant quant à elles estimées par interpolation ou extrapolation. Pour la commune, le premier recensement exhaustif entrant dans le cadre du nouveau dispositif a été réalisé en 2004.

En 2022, la commune comptait 682 habitants, en évolution de −2,85 % par rapport à 2016 (Vaucluse : +1,73 %, France hors Mayotte : +2,11 %).
| 1793 | 1800 | 1806 | 1821 | 1831 | 1836 | 1841 | 1846 | 1851 |
| ---- | ---- | ---- | ---- | ---- | ---- | ---- | ---- | ---- |
| 617  | 703  | 666  | 697  | 766  | 739  | 753  | 767  | 828  |

| 1856 | 1861 | 1866 | 1872 | 1876 | 1881 | 1886 | 1891 | 1896 |
| ---- | ---- | ---- | ---- | ---- | ---- | ---- | ---- | ---- |
| 824  | 977  | 705  | 737  | 661  | 601  | 618  | 531  | 484  |

| 1901 | 1906 | 1911 | 1921 | 1926 | 1931 | 1936 | 1946 | 1954 |
| ---- | ---- | ---- | ---- | ---- | ---- | ---- | ---- | ---- |
| 484  | 476  | 442  | 401  | 467  | 474  | 365  | 341  | 273  |

| 1962 | 1968 | 1975 | 1982 | 1990 | 1999 | 2004 | 2006 | 2009 |
| ---- | ---- | ---- | ---- | ---- | ---- | ---- | ---- | ---- |
| 268  | 375  | 393  | 540  | 636  | 614  | 645  | 655  | 739  |

| 2014 | 2019 | 2022 | - | - | - | - | - | - |
| ---- | ---- | ---- | - | - | - | - | - | - |
| 714  | 661  | 682  | - | - | - | - | - | - |

## Économie

### Exploitations minières
Une mine d'ocre est toujours en exploitation industrielle sur le territoire de la commune au XXIe siècle.

### Tourisme
Le tourisme est l'une des principales ressources de la commune : camping, chambres d'hôtes, gîtes, etc.
L'attraction touristique principale réside dans le Colorado provençal, où le sol est constitué d'ocres de différentes teintes, en direction de Gignac. L'exploitation et l'érosion naturelle ont façonné le paysage pour lui donner des apparences rappelant celui du Colorado. La ressemblance évidente avec Roussillon, distant d'une quinzaine de kilomètres, est due à la nature commune de leurs sols.

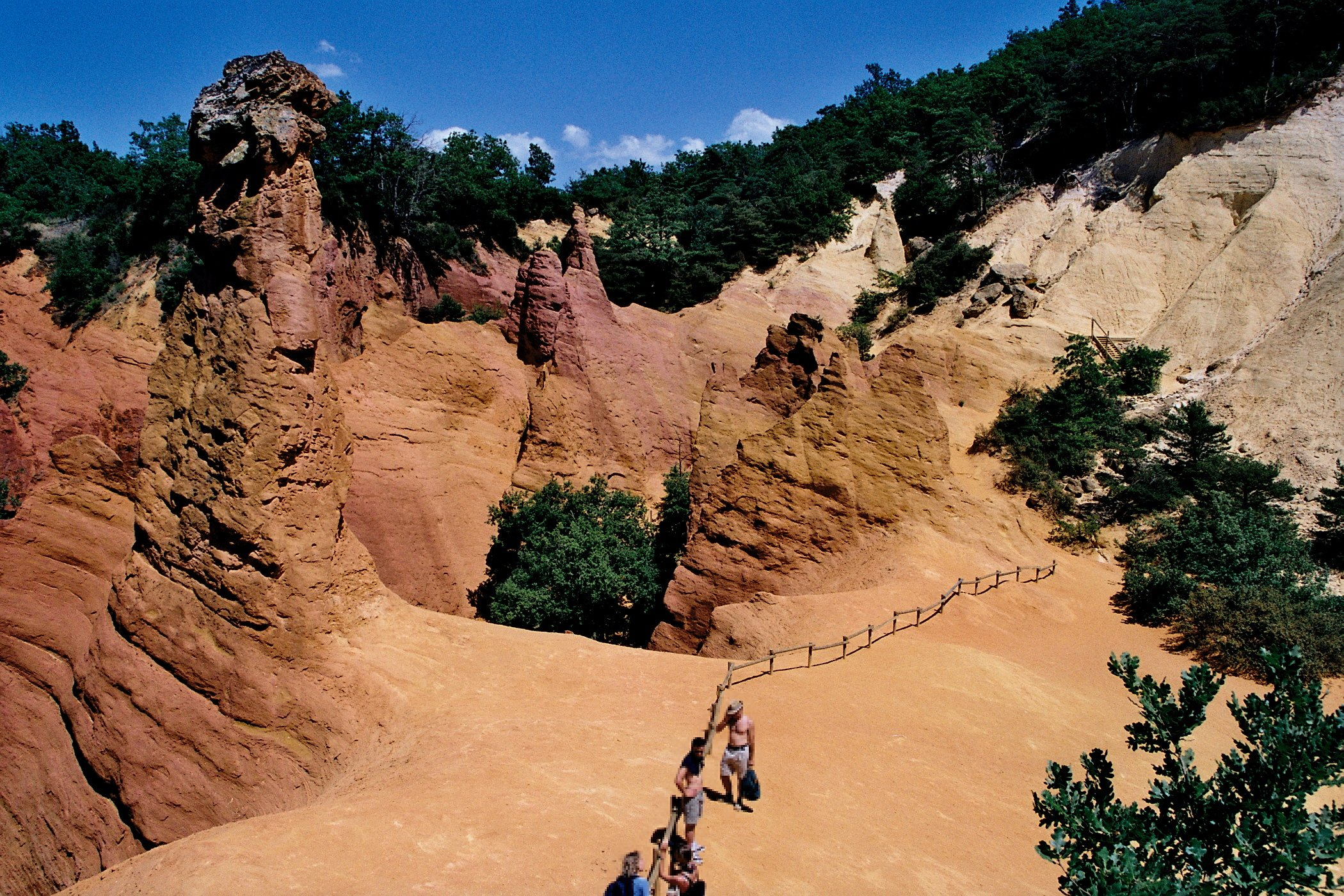
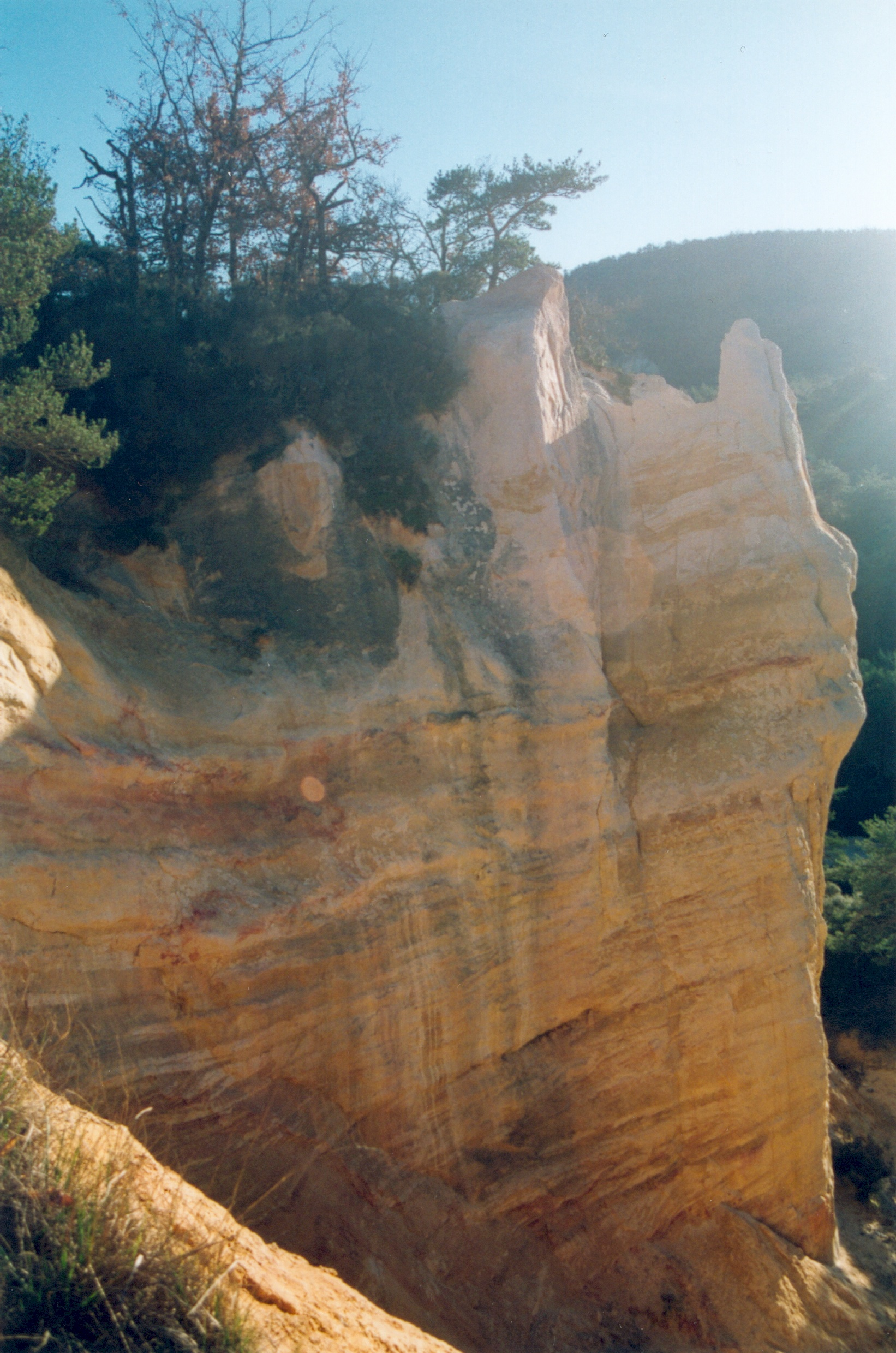
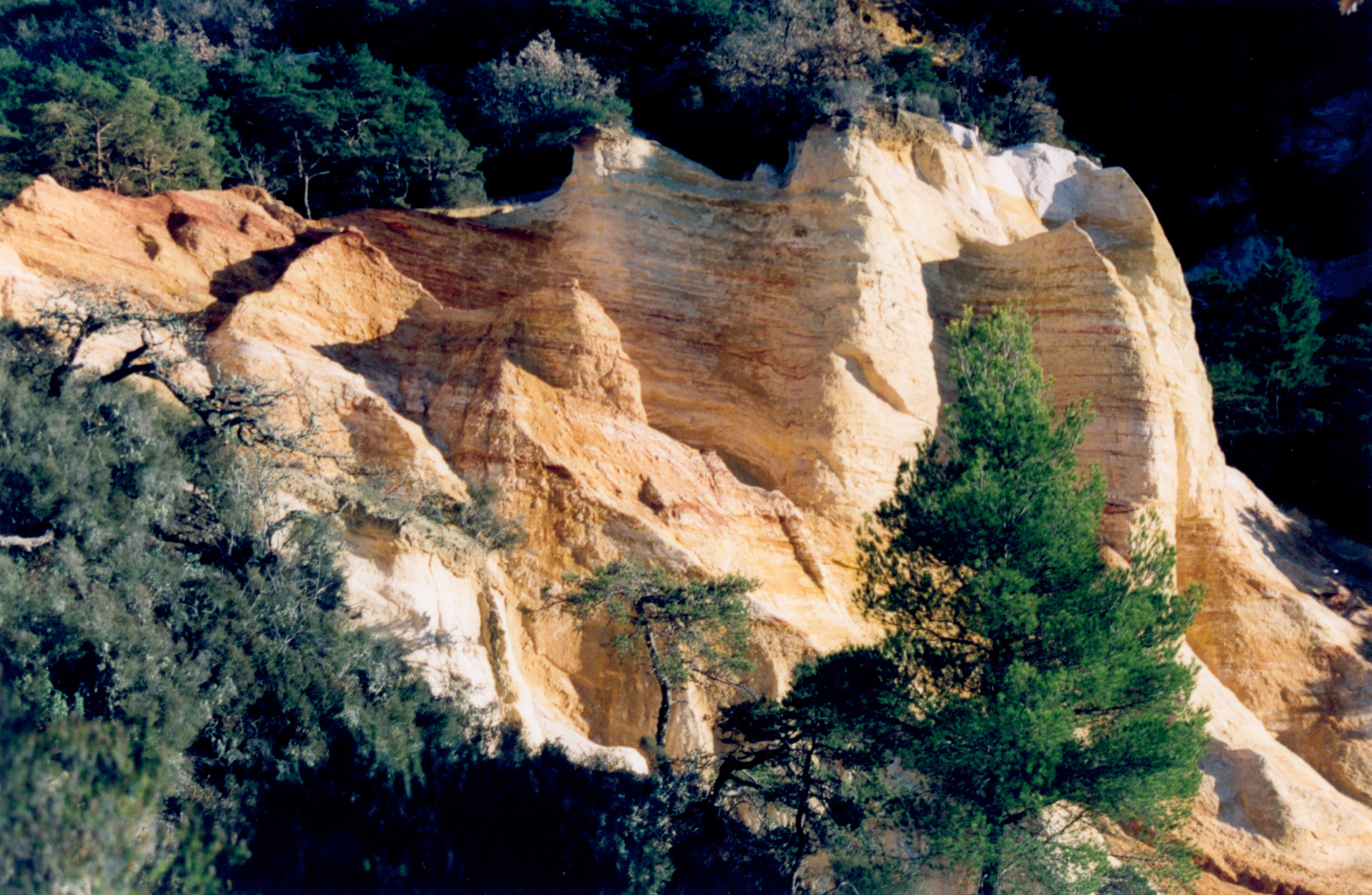
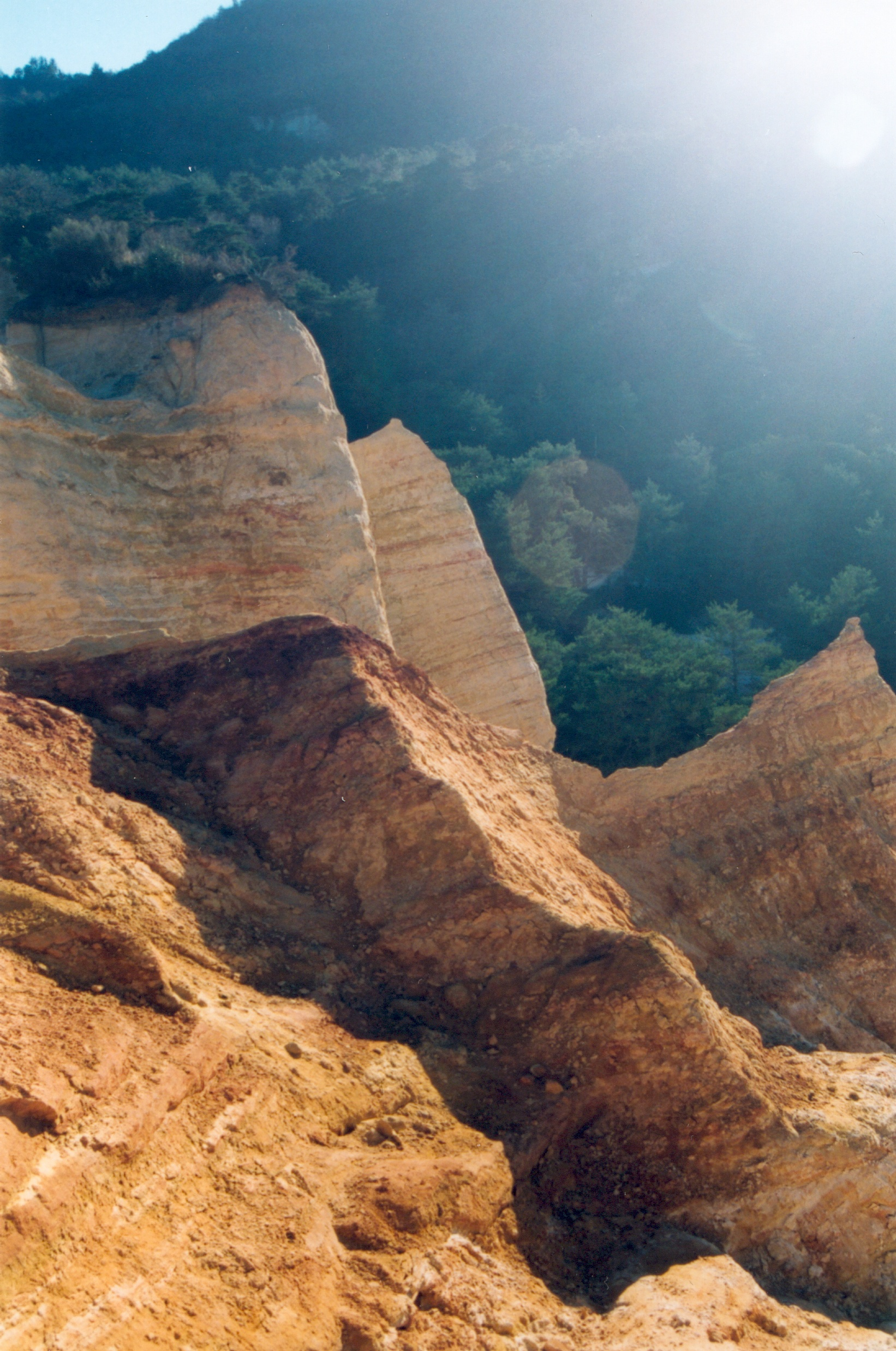
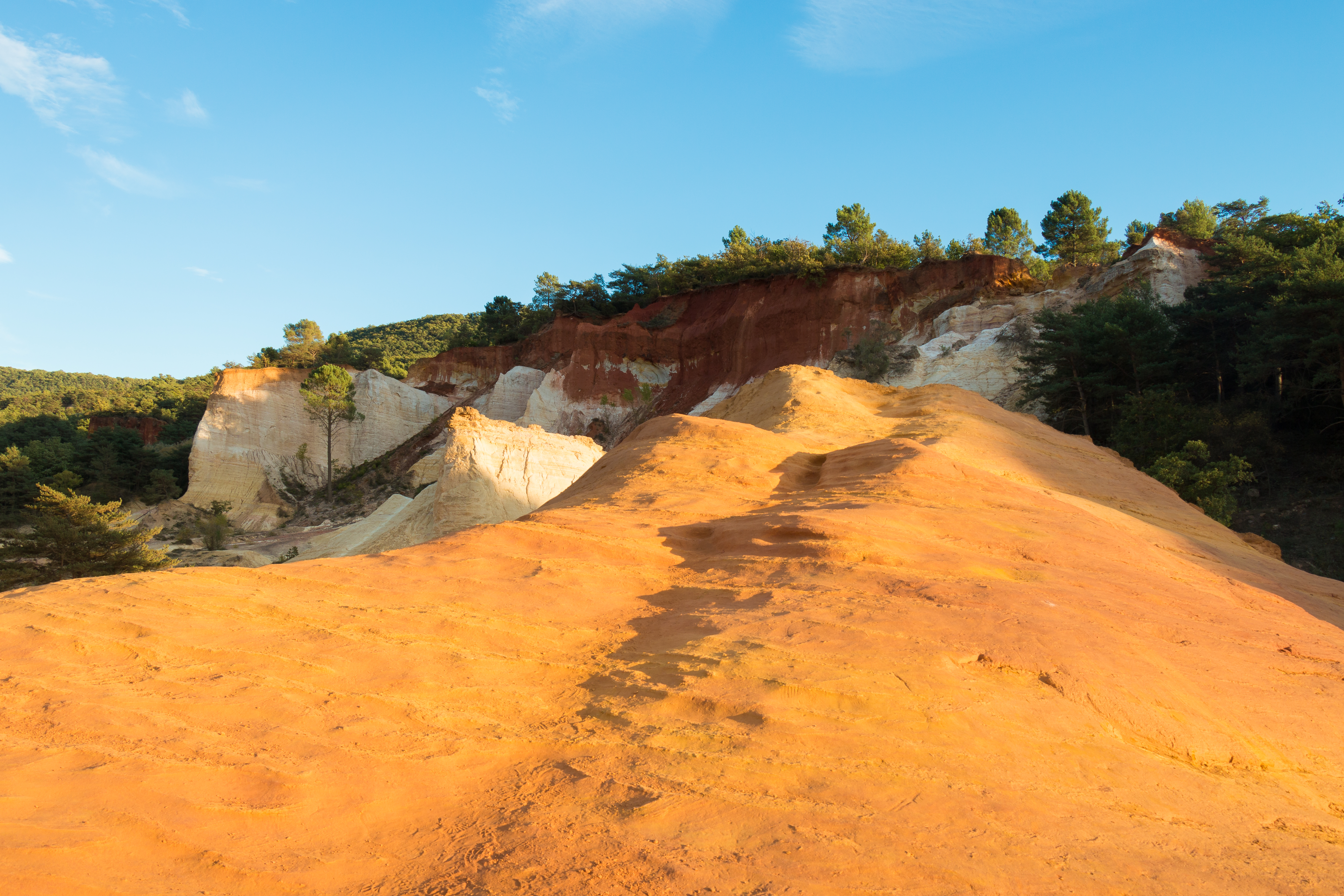

### Agriculture
Viticulture

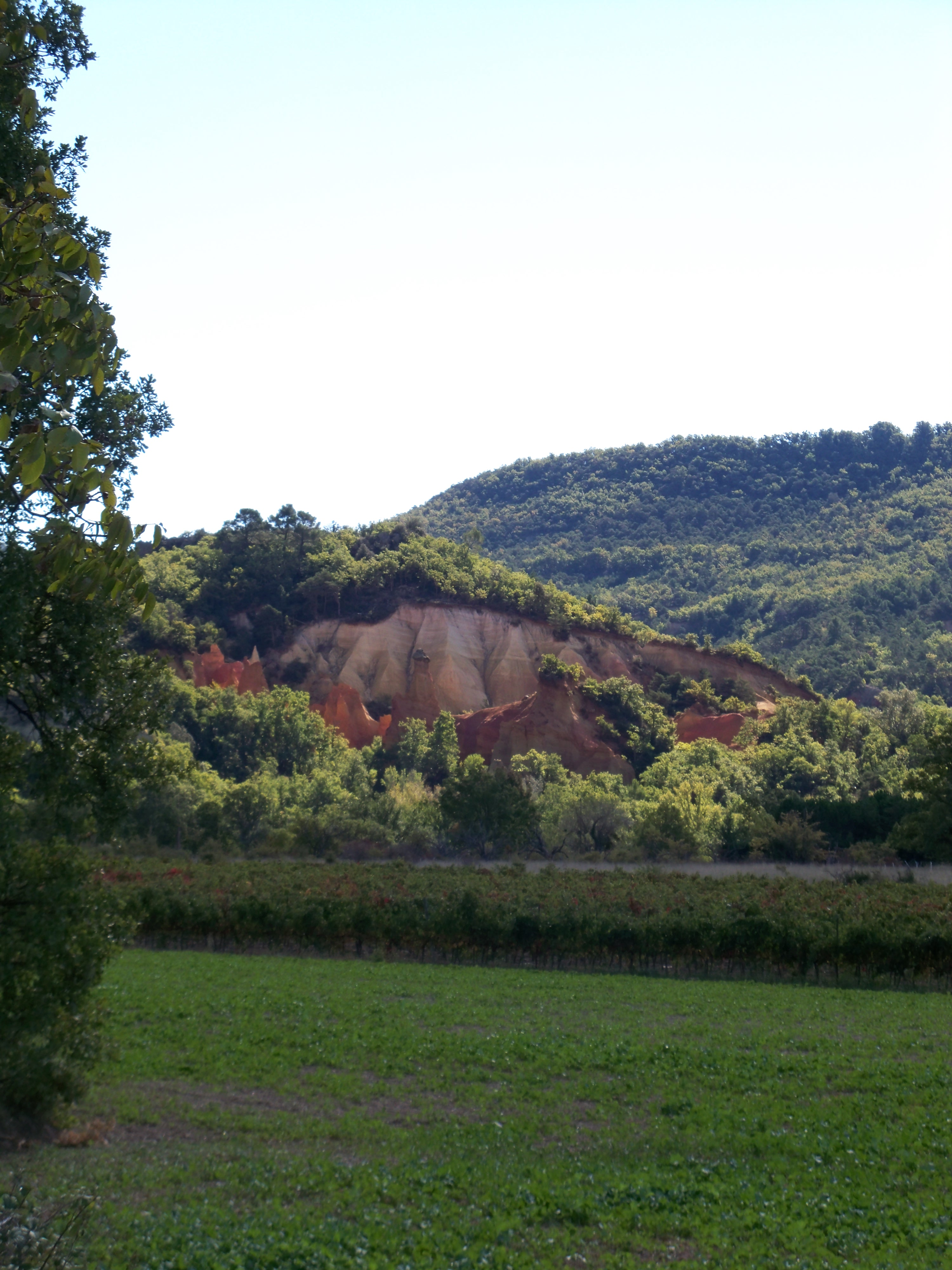
Vignes de Rustrel avec en second plan le Colorado provençal

La commune produit des vins AOC Ventoux. Les vins qui ne sont pas en appellation d'origine contrôlée peuvent revendiquer, après agrément le label Vin de pays d'Aigues.
Le vignoble se situe en majeure partie sur des sédiments déposés par les mers de l’ère tertiaire à la base du massif calcaire du Ventoux. On distingue trois types de terroirs :
- les sols rouges provenant de la dégradation du calcaire. Ce sont des terres à garrigue, typiquement méditerranéenne, et qui ont été à la source du vignoble actuel ;
- les sols formés d'un mélange de sable et d'argile ocreuse de différentes couleurs selon les oxydes minéraux contenus. Reliquat d'un climat tropical, ils prennent un faciès latéritique dans la haute vallée du Calavon ;

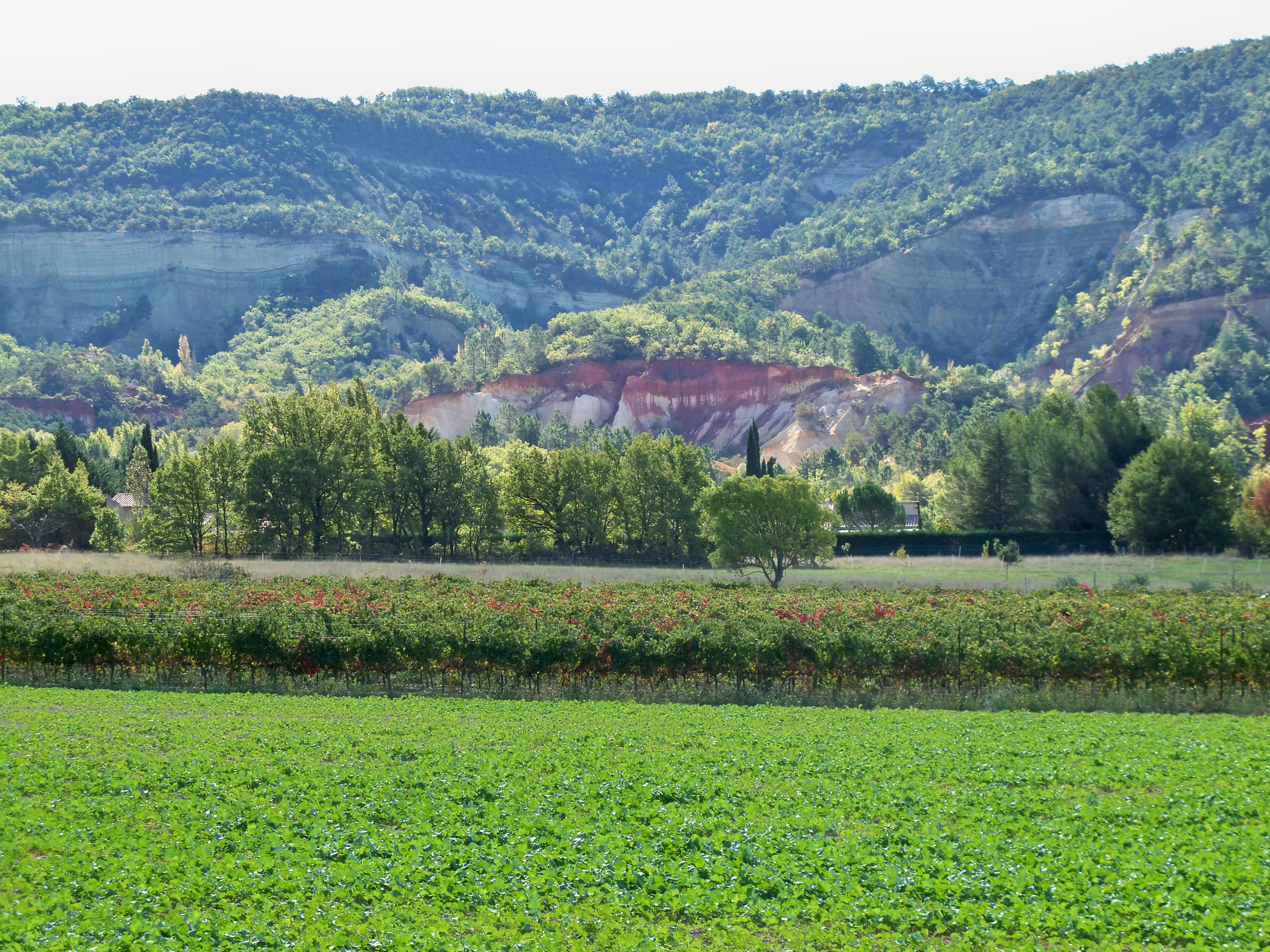
Vignoble de Rustrel
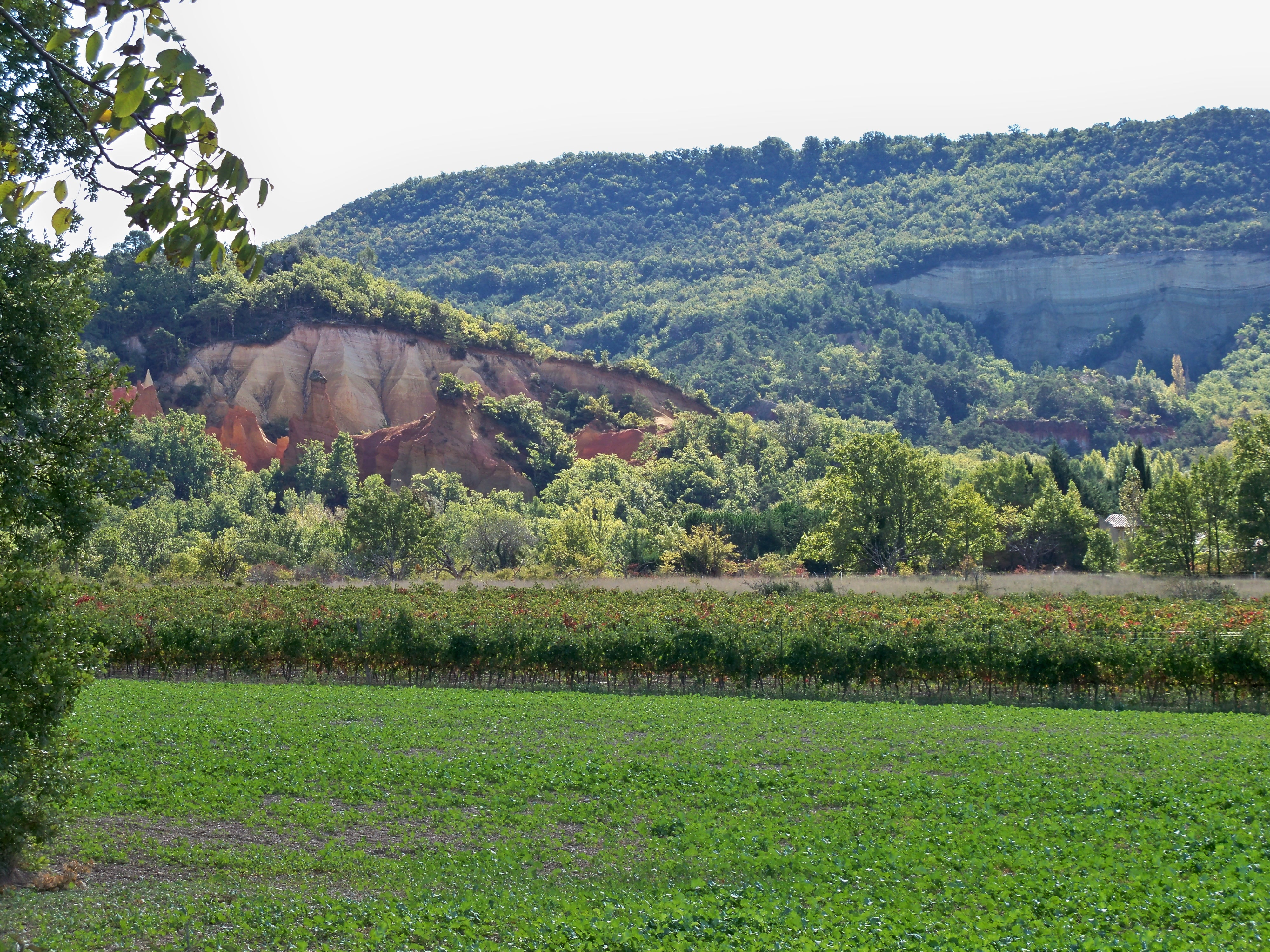
Ocres et vignes à Rustrel
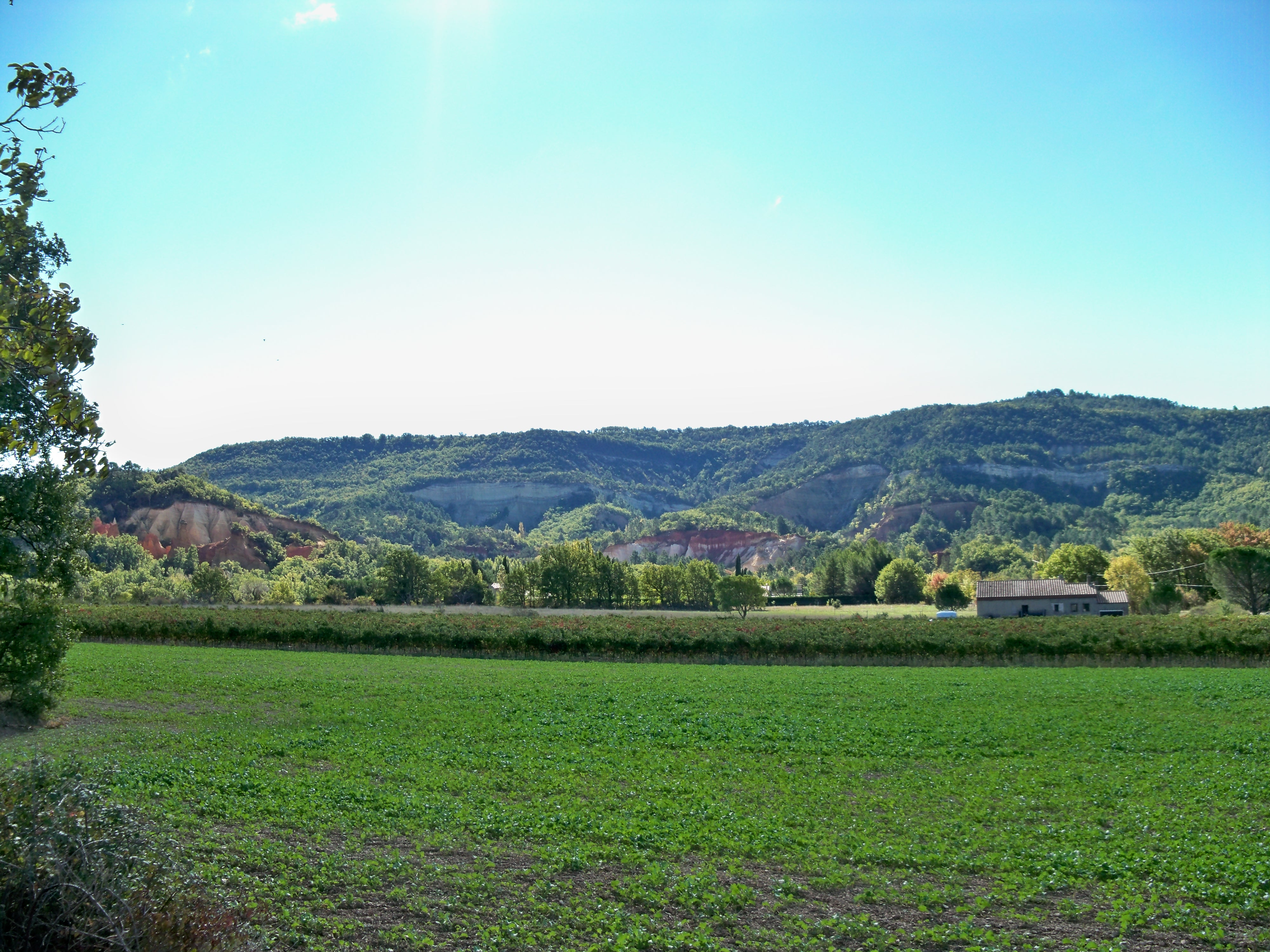
Vignes au bord du Colorado

- les sols détritiques recouverts : soit par des galets roulés (terrasses fossiles des torrents du Tertiaire descendus des Préalpes), soit par des éboulis calcaires détachés de la montagne (piémont du Ventoux).

Trufficulture

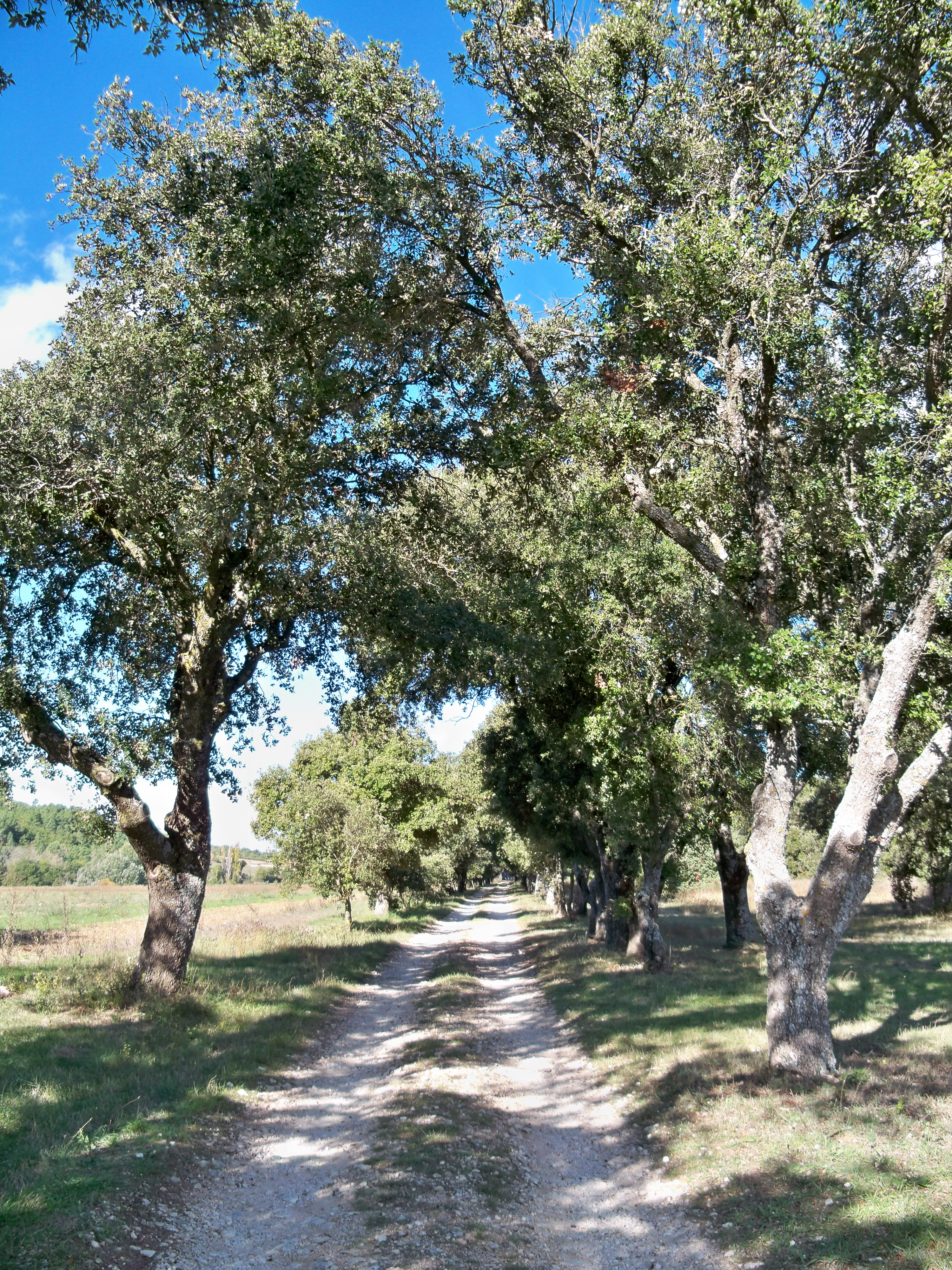
Truffière à Rustrel

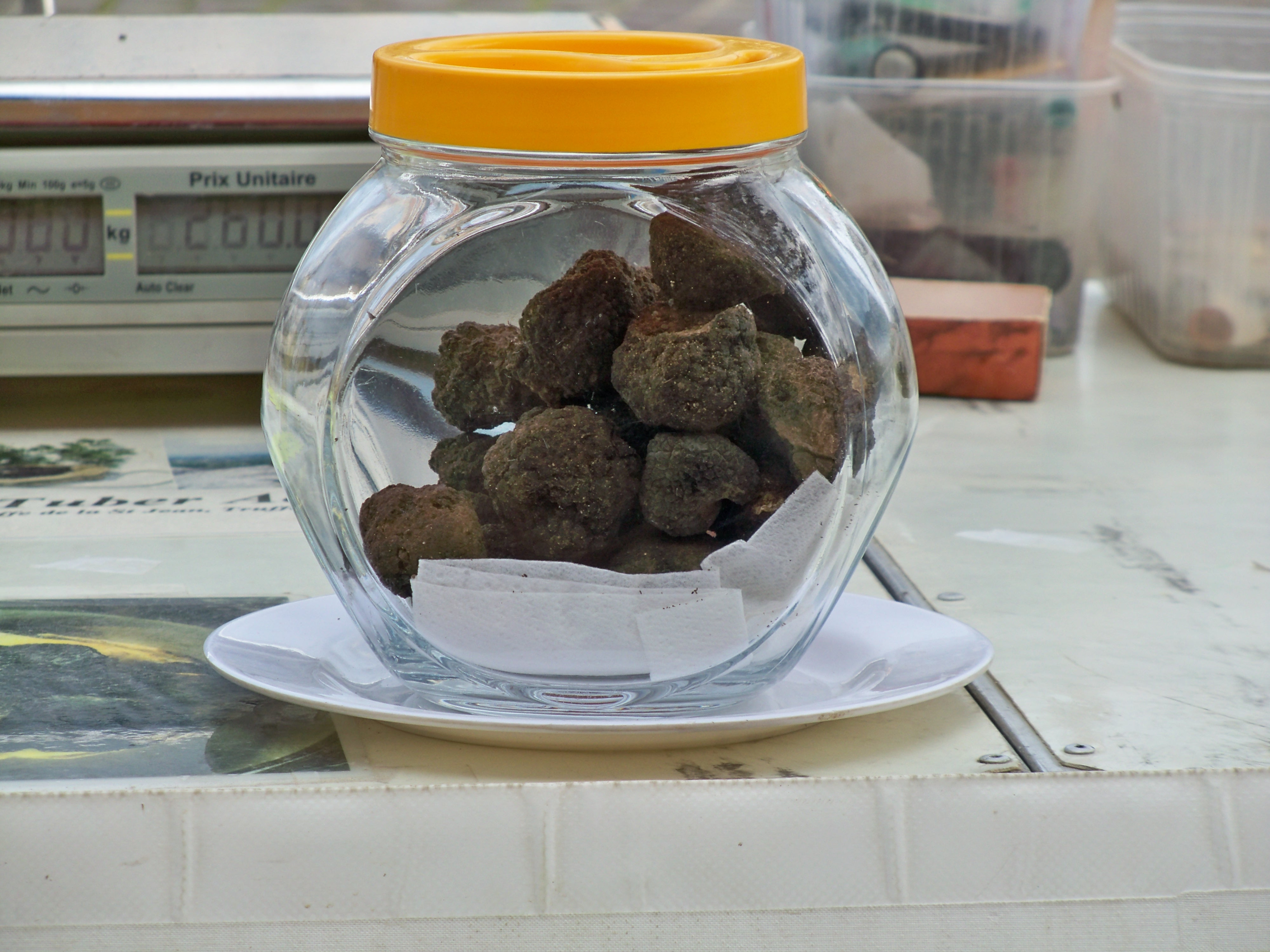
Truffes de Rustrel sur le marché du samedi à Apt

Fleuron de la gastronomie française, la truffe est une spécialité provençale, puisque la région produit 80 % des truffes en France. Le Vaucluse, autour du piémont du mont Ventoux et des monts de Vaucluse est, avec la Drôme provençale, le premier producteur de Tuber melanosporum. Son marché reste hors normes, car c'est la seule production à échapper aux inspecteurs de l'administration fiscale, aucune transaction n'étant réglée par chèque. L'approche des fêtes de fin d'année fait exploser les prix. Mais les meilleures truffes sont celles du mois de janvier, période où elles sont à pleine maturité. En saison, ce sont les marchés de Carpentras et de Richerenches, les plus importants de la région, qui fixent les cours. Les rabassiers (trufficulteurs) affirment, pour justifier les prix, que le « diamant noir » naît entre les pluies des deux Vierges.
La truffe se récolte jusqu'à 1 000 mètres d'altitude. Préférant les terrains calcaires, elle se développe toujours en symbiose avec le chêne blanc ou vert, le frêne et le charme. On prétend[style à revoir] que les plus fines poussent à l'ombre du tilleul.

## Équipements ou Services

### Enseignement

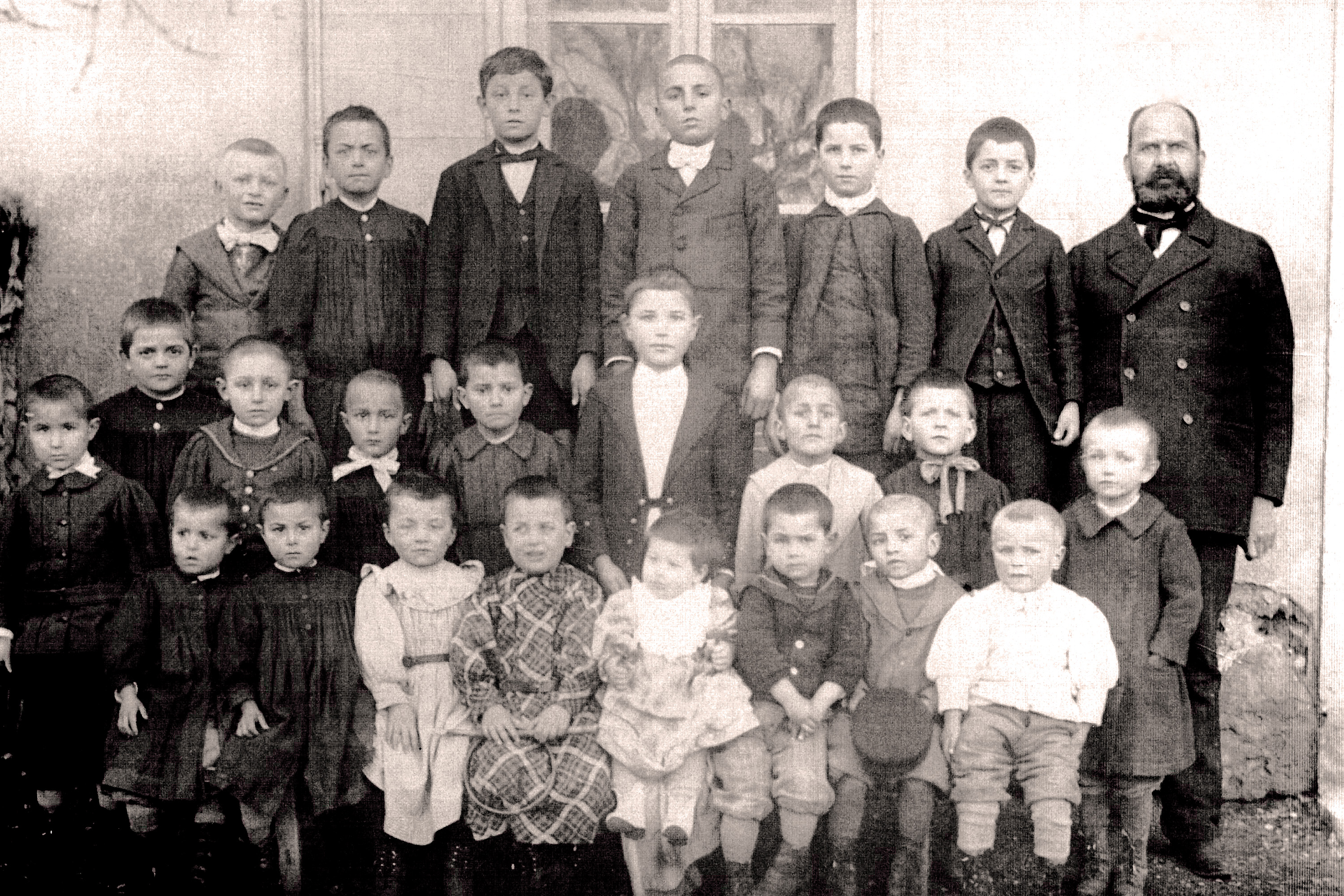
Les enfants de l'école primaire en 1897

Le village de Rustrel possède une école primaire.

### Sports
- Club de parapentes
- Parcours d'aventures forestières

## Lieux et monuments
- Le Colorado provençal.
- Lavoirs, fontaines.

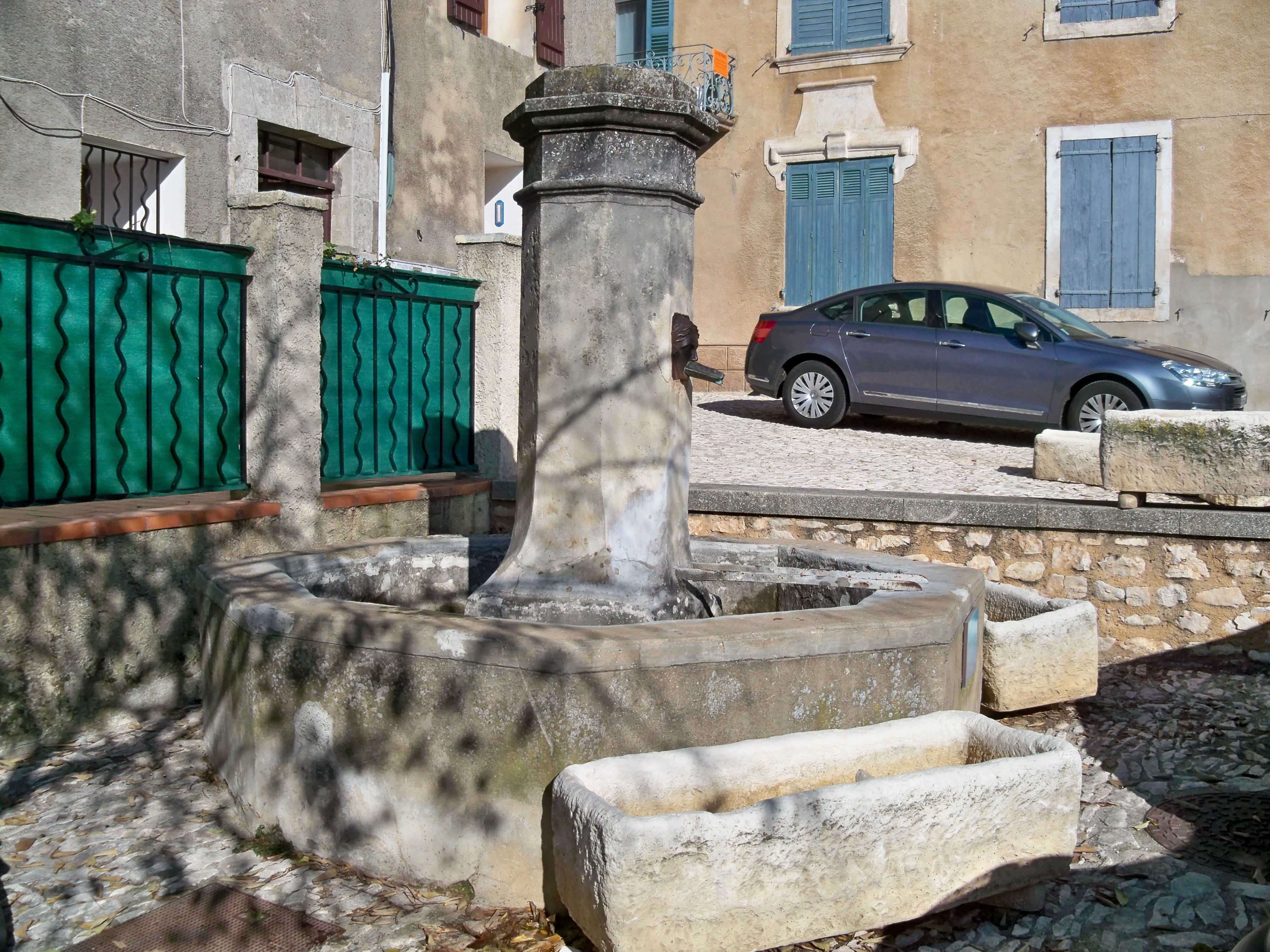
Fontaine de Farinette

- Le château de Rustrel avec ses quatres tours (rénové en 1992 4 ème tours reconstruites) il abrite la mairie

### Moulin à huile

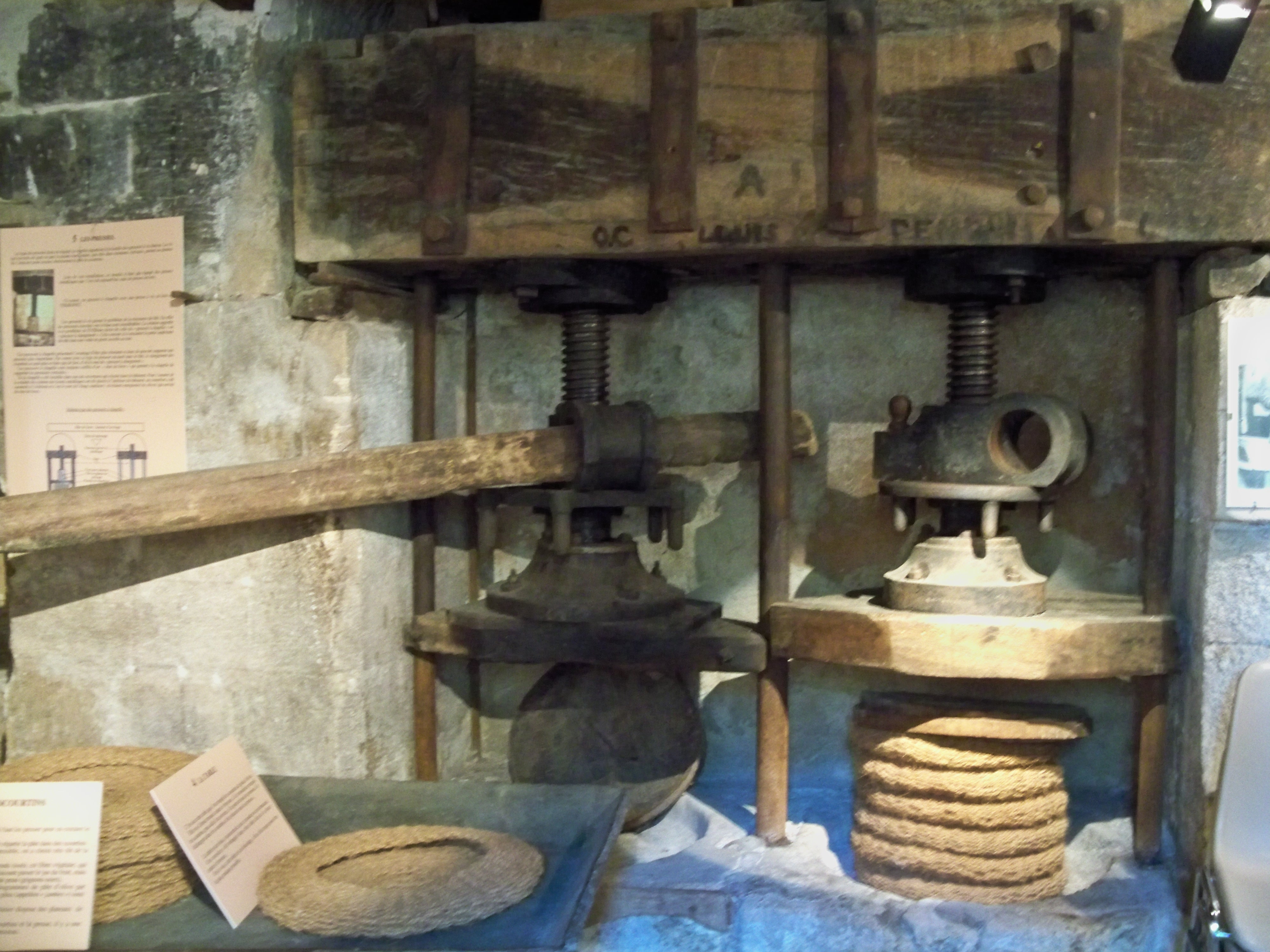
Pressoir à olive et ses scourtins (XIXe siècle)

Le village a conservé son moulin à huile. Daté des XVIIIe – XIXe siècles, il est ouvert à la visite.
Au XVIIIe siècle, la grande majorité des moulins étaient « à recense ». Le marc d'olives, passé plusieurs fois au pressoir, était régulièrement ébouillanté, ce qui permettait de faire remonter la matière grasse. Cette technique permettait de recueillir l'huile à la surface des bassins de décantation. Le résidu du marc ou grignon était recyclé, soit en tant qu'engrais, soit comme combustible pour la chaudière.
La révolution industrielle eut ses répercussions en agriculture. Elle apporta une mécanisation de plus en plus poussée et l'outillage des moulins à huile devint de plus en plus encombrant et coûteux. Rares furent, au XIXe siècle, les petits propriétaires qui purent s'équiper. Ils préférèrent opter pour l'apport de leur récolte au moulin le plus proche.

### Hauts fourneaux

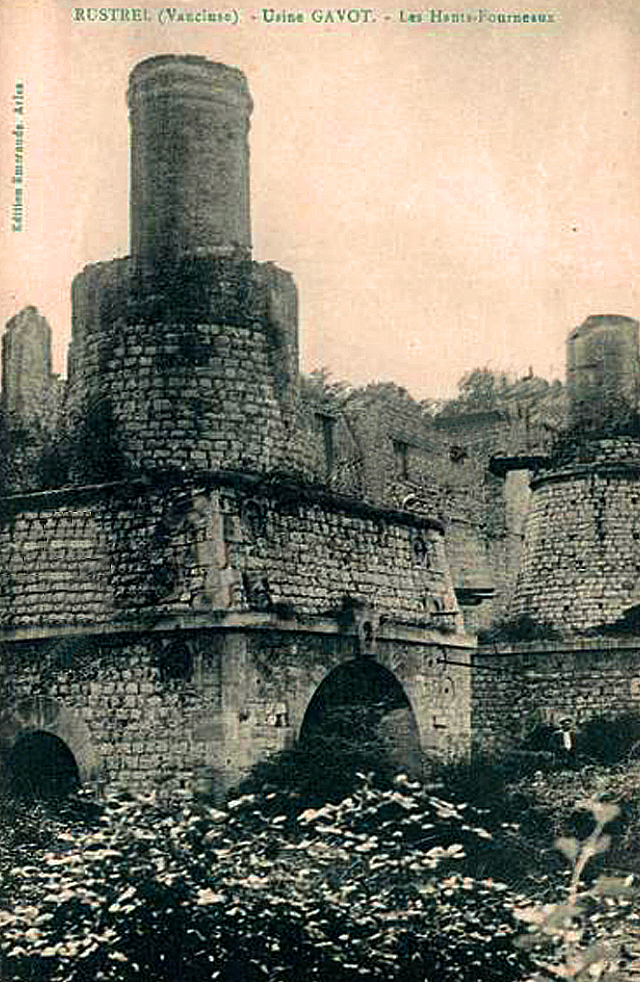
Haut fourneau de l'usine Gayot

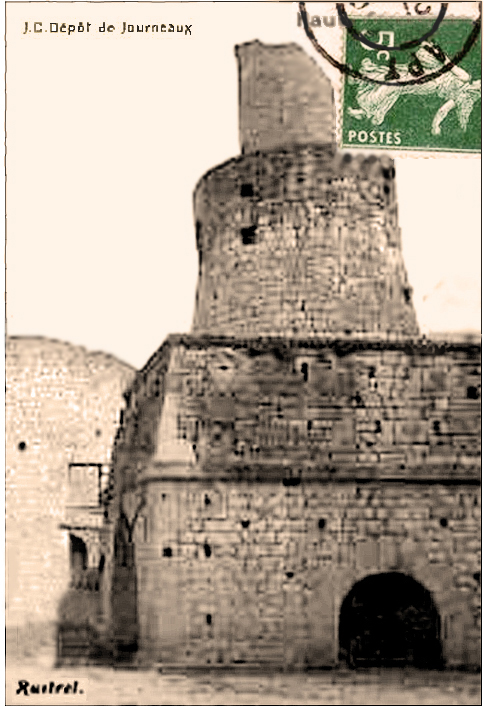
Haut fourneau de Rustrel d'une capacité de six tonnes ayant fonctionné au bois

Rustrel est au centre d'un vaste bassin minier et métallurgique dont la production de fer perdura jusqu’au XIXe siècle. Il est divisé en trois secteurs qui se jouxtent.
- Le district de Rustrel, compris entre Gignac et Villars, qui s'étale sur 20 km2[32].
- Le district de Gignac-Simiane-la-Rotonde-Banon où les sites sidérurgiques sont les plus nombreux[32].
- Le district de Gordes-Lagnes-Fontaine-de-Vaucluse où les grottes des parois calcaires ont, pour la plupart, été exploitées et vidées de leurs remplissages ferrugineux[32].

Des datations au C14 ont permis d'identifier certains ferriers comme appartenant la période de La Tène. Des campagnes de prospections, réalisées entre 1996 et 2008, ont répertorié plus de 300 ferriers. Exploité jusqu'à la fin du XIXe siècle, en particulier à Gignac et à Rustrel, ce minerai de fer contribua à l'essor économique et industriel de la vallée du Calavon.
Dans les années 1850, le besoin de bois pour la production de fer s’intensifia tellement qu'il provoqua la déforestation des Monts de Vaucluse et du Mont Ventoux. À Rustrel, au pied du site de Notre-Dame des Anges, existent toujours les vestiges des hauts fourneaux qui furent construits, à partir de 1836 pour se substituer à celui de Velleron. Ils permirent, jusqu'en 1890, de produire des fontes à gueuses et à moulages. Cette exploitation périclita par manque de moyens de transport adéquat.

### Château

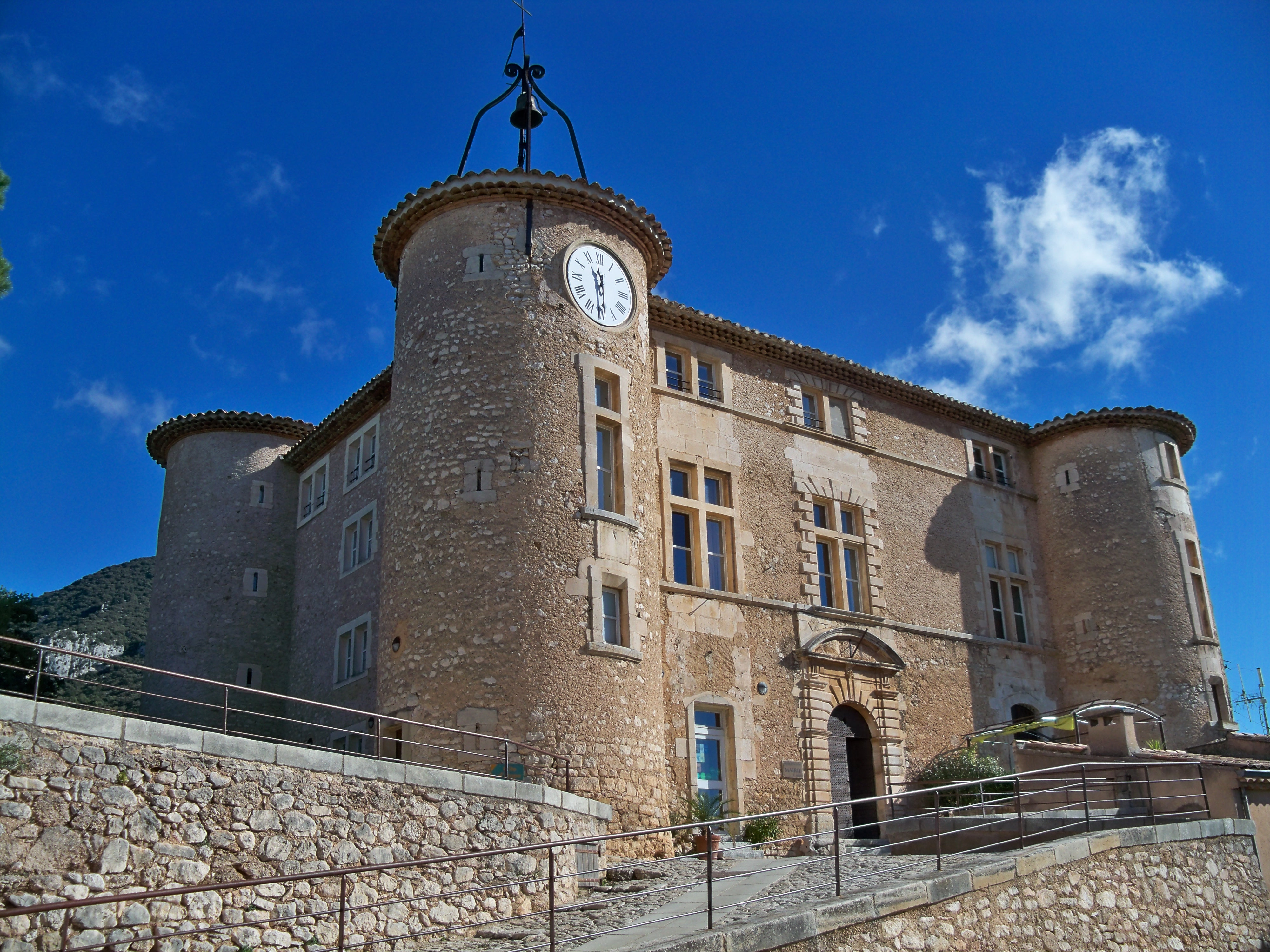
Château de Rustrel

Il a été construit au centre du village au cours du XVIIe siècle et abrite la mairie. Il a remplacé le château de Villevieille démoli sur ordre du Conseil de Ville en 1590 pour un prix-fait de 25 écus.
Il se présente sous la forme traditionnelle des châteaux de haute Provence, un quadrilatère flanqué de quatre tours d'angle arrondies. Une intelligente restauration a mis en valeur porte d'entrée et fenêtres centrales avec un encadrement en grand appareil à bossages.

### Prieuré Saint-Julien

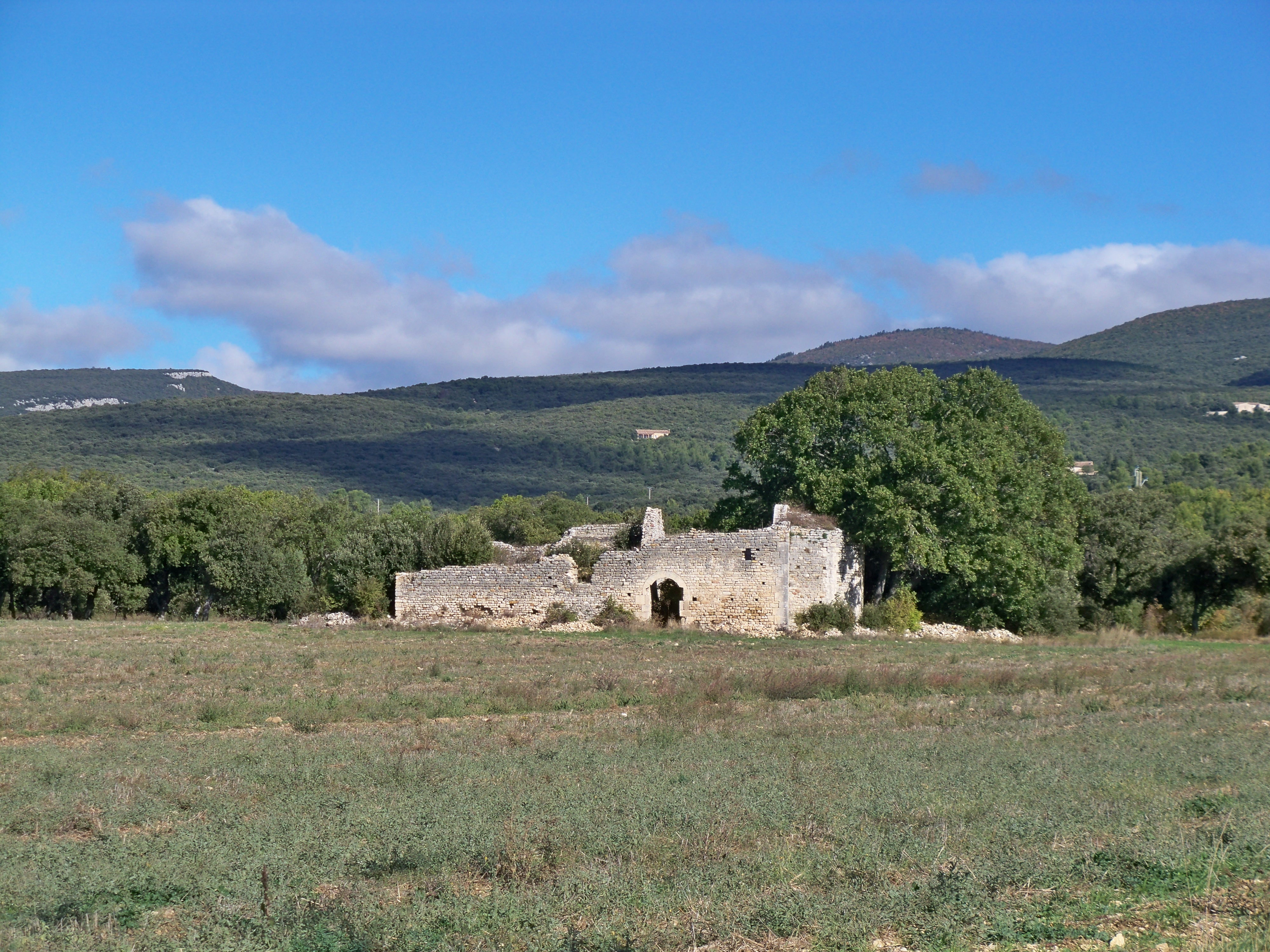
Prieuré Saint Julien

Situé près de la route menant d'Apt à Rustrel, il est daté du XIe, mais a été construit sur l'emplacement d'une des anciennes résidences de Fronton. En effet, des travaux de réfection entrepris, en 1646, révélèrent la présence d’une stèle funéraire épigraphique sur laquelle était gravée l’inscription :
FRONTO ATIPONIS F. SIBI PARENTIBUSQUE SUIS EX TESTAMENTO SUO.
Sa nef a été raccourcie à une époque indéterminée. Son abside a la particularité d'être semi-circulaire à l'intérieur et pentagonale à l'extérieur. Quant à son cul-de-four, il est d'une parfaite stéréotomie.

### Notre-Dame-des-Anges
Cette église est construite sur un ancien fundus romain. Ancien lieu de culte de la villa Lausnavo, elle était dite chapelle de Villevieille avant 1600.
Elle fut agrandie en 1660. C'est lors de ces travaux que l'entrée a été restructurée avec des blocs en réemploi dont l'un porte une inscription malheureusement indéchiffrable.
Devant cette chapelle se déroulait chaque année, le 8 septembre un pèlerinage suivi du Juec dou Borni ou Jeu du Borgne.

### Église paroissiale

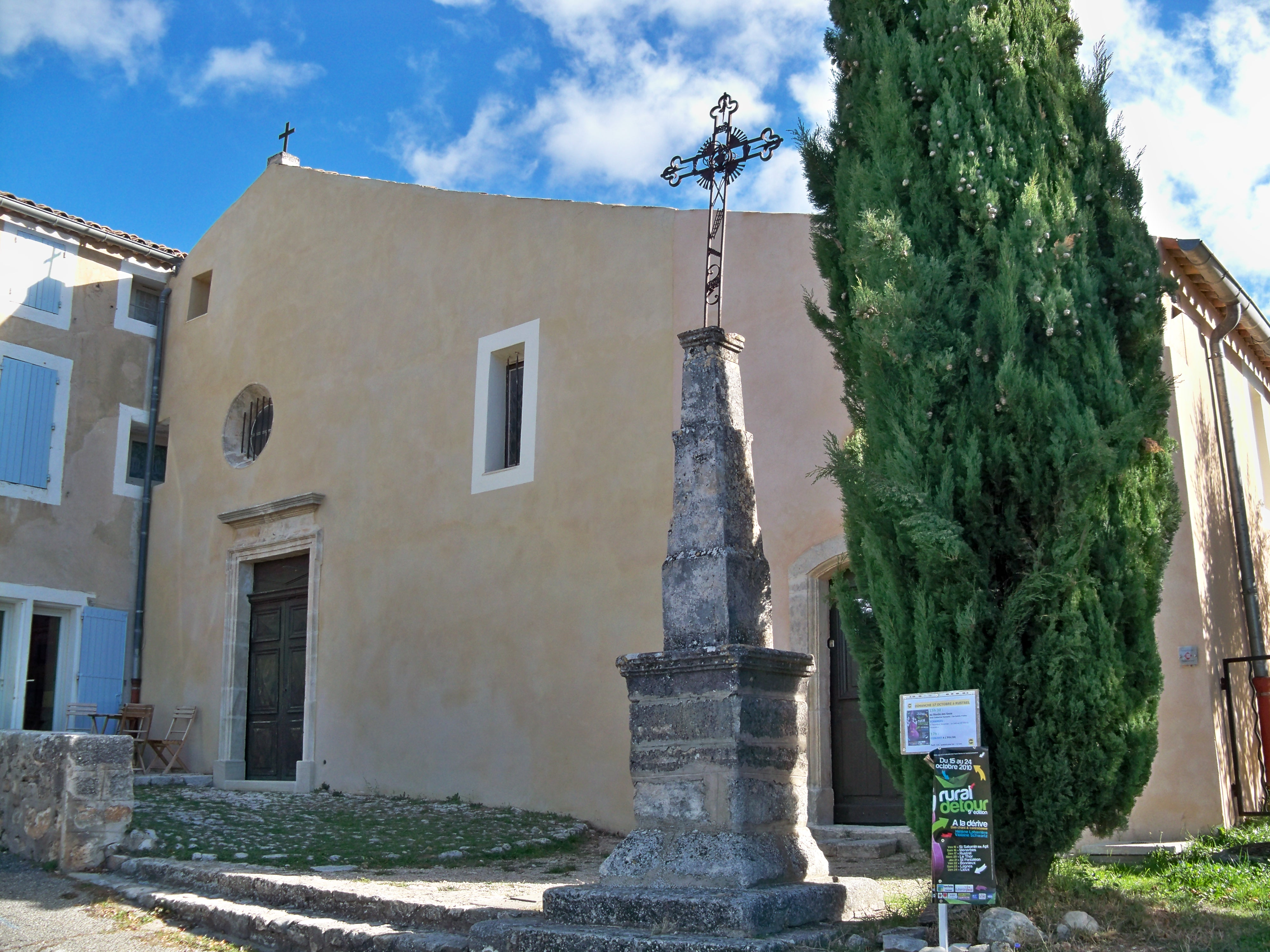
Église de Rustrel.

Cette église du XVIe siècle fut d'abord placée sous le vocable de Saint-Romain. Elle est de nos jours sous celui de la Nativité de Notre-Dame. Elle comporte une nef unique et une abside semi-circulaire dominée par un clocher-arcade à trois baies.

### Laboratoire Souterrain à Bas Bruit de Rustrel (LSBB)
Après 25 ans de service opérationnel, le Poste de Conduite de Tir no 1 du système d'arme Sol Balistique Stratégique du plateau d'Albion, a pu être converti en Laboratoire Scientifique Multidisciplinaires.

## Galerie photos

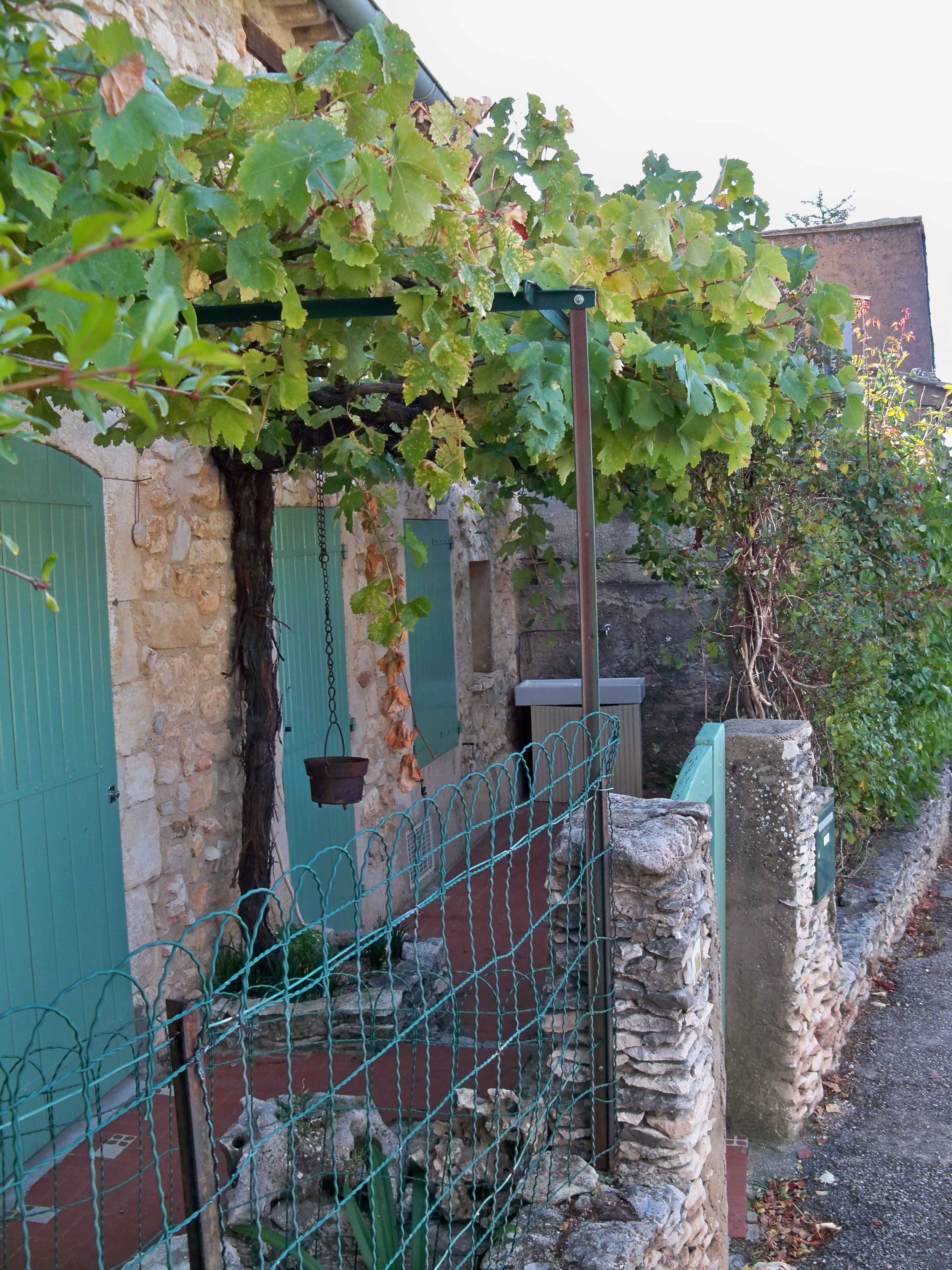
Treille ombrageant une façade.
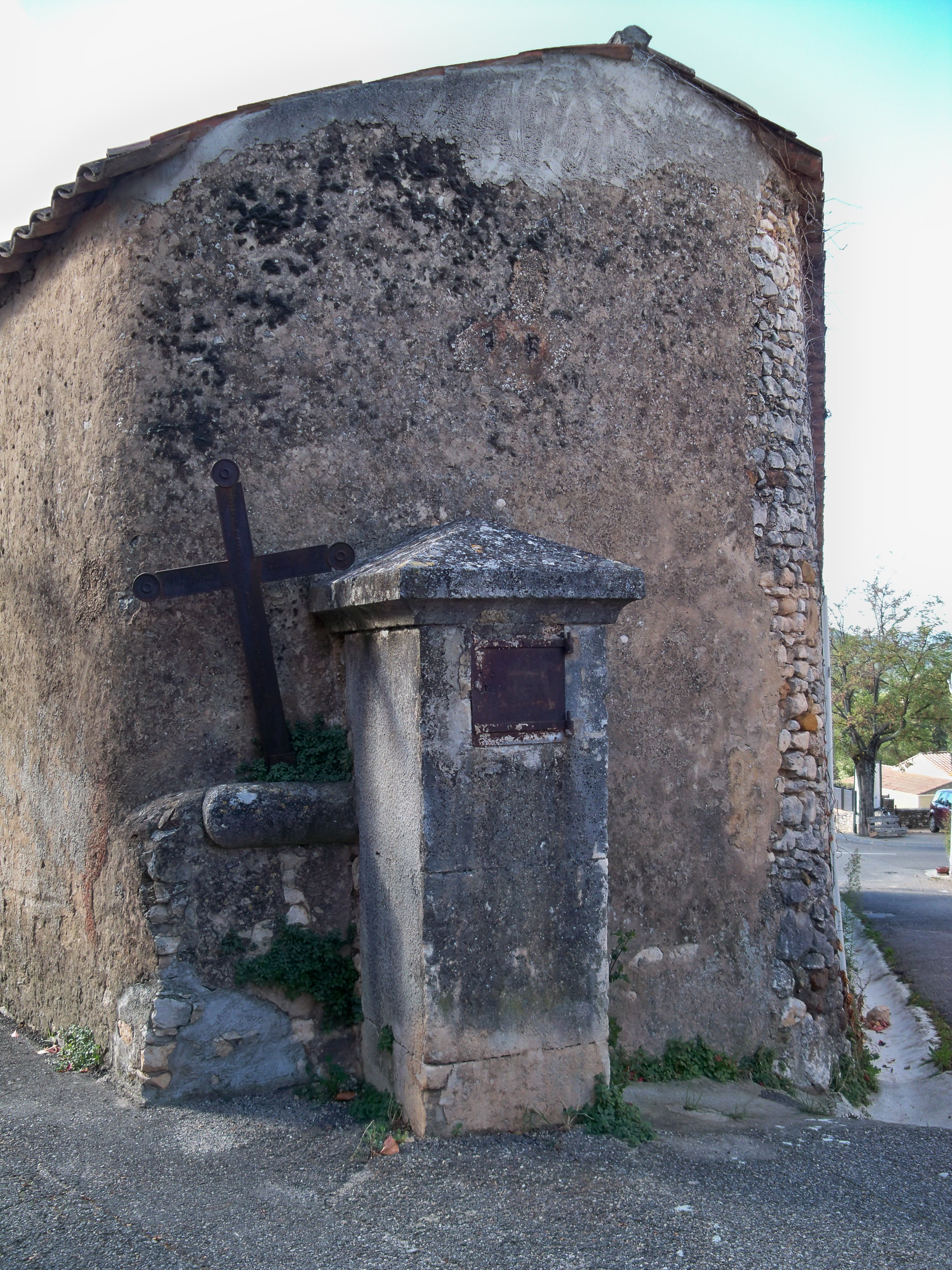
Le puits des Gens.
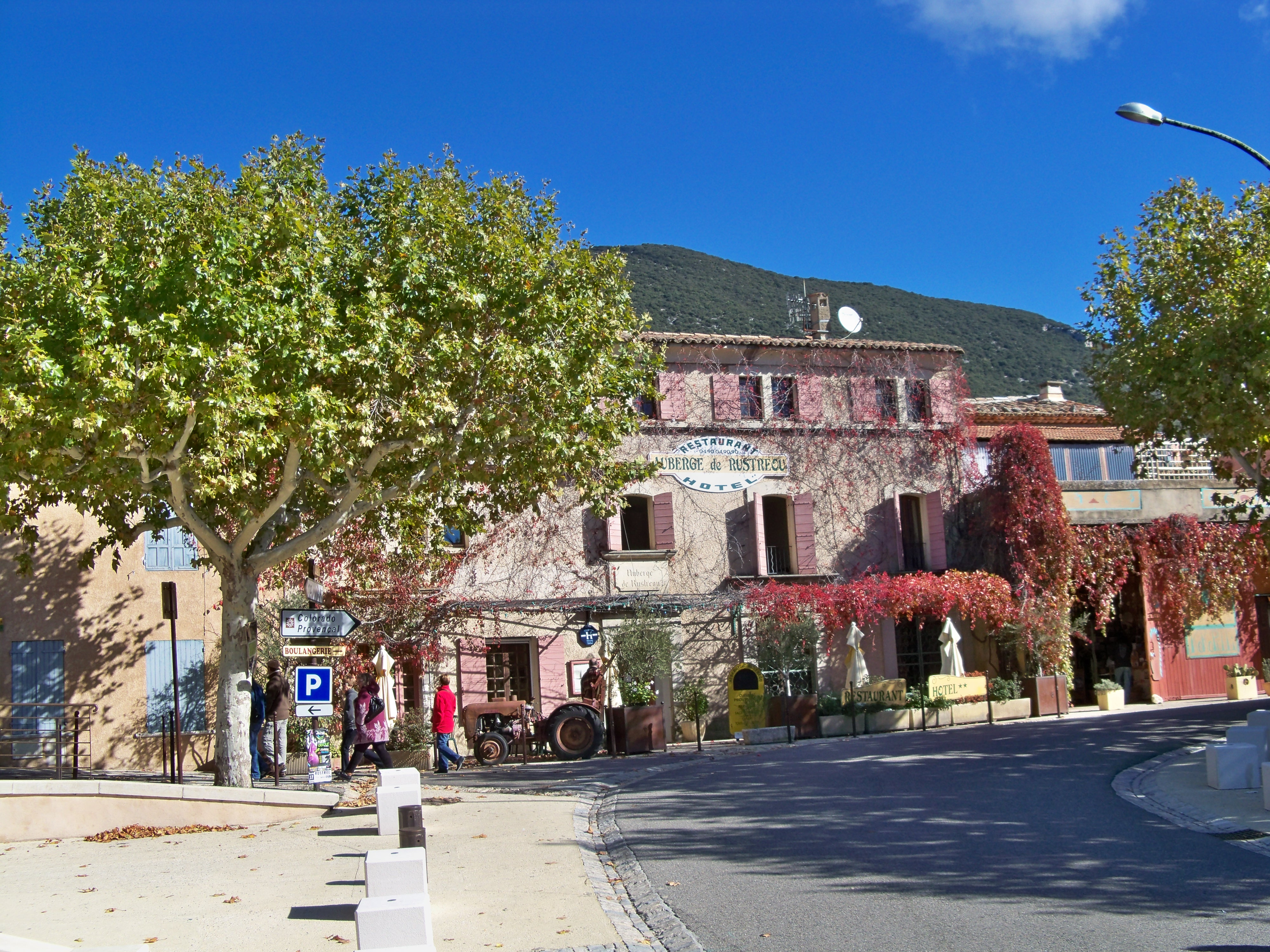
Entrée du village par la route d'Apt.
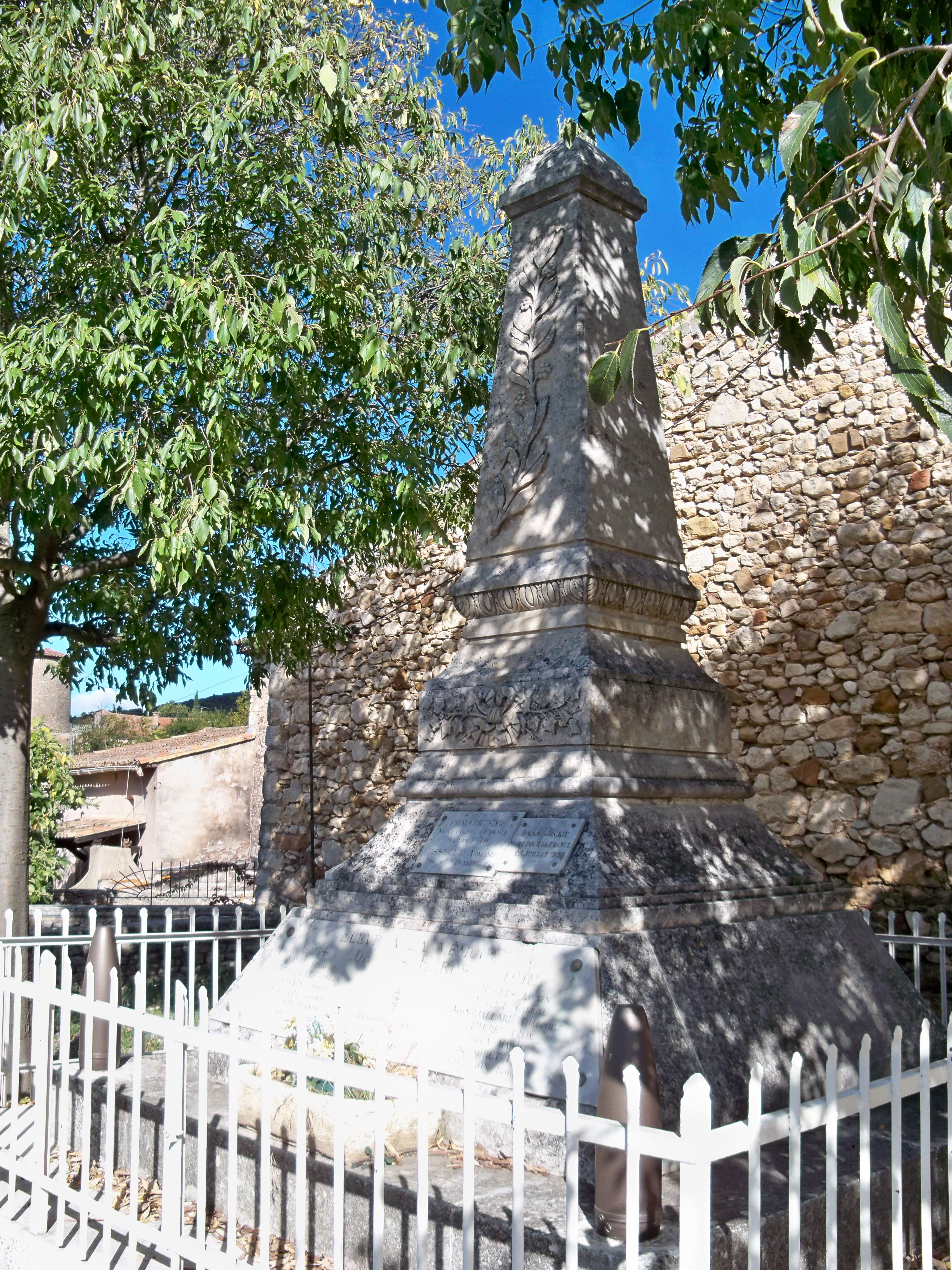
Monument aux morts.

## Personnalités liées à la commune
- Pauline Jaricot (1799-1862), bienheureuse et propriétaire de forges à Rustrel[39] ;
- Marcel Pellenc (1897-1972), sénateur-maire ;
- Mario Marret (1920-2000), agent de renseignement, explorateur polaire, cinéaste et psychanalyste, a terminé ses jours à Rustrel ;
- Solange Jean-Courveille (1941-), poétesse et romancière, née à Rustrel[40].
- Christian "Carton" Picard (1949-2025), chanteur et fondateur du groupe Raoul Petite.

Aujourd'hui, Rustrel est le refuge des stars et des millionnaires. En effet, ce petit coin de paradis est très peu prisé des paparazzis et des regards indiscrets.

## Anecdotes
L'émission C'est pas sorcier y a tourné un reportage, expliquant l'ocre et son exploitation (ainsi qu'à Gargas et Roussillon).
Le clip de Laurent Wolf I walk the line y a été tourné.